# 대한민국 제20대 국회
제20대 대한민국 국회는 2016년 4월 13일의 대한민국 20대 총선에 의해 선출된 국회의원으로 구성되어 있다. 같은 해 5월 30일부터 그 임기가 개시되었다. 이번 회기는 의원수는 300석으로 지역구 253석 비례대표는 47석이다. 헌정 사상 처음으로 5개 지역을 둔 선거구가 생겼다. 20대 국회는 야당인 한나라당이 제1당을 하고 그 외에 새정치국민회의와 자유민주연합까지 3개의 교섭단체가 존재했던 15대 국회 이후 16년 만에 첫 여소야대 국회이자 3개 교섭단체가 있는 다당제 국회로 개원하게 되었다. 다만 개원 이후 바른정당, 평화와 정의의 의원 모임, 미래한국당 등 제4의 교섭단체가 일시적으로 구성되기도 하였다.

## 임기
4년 (2016년 5월 30일 ~ 2020년 5월 29일)

## 국회의 구성

### 의장·부의장
| 임기       | 2016년 6월 9일 ~ 2018년 5월 29일 | 2016년 6월 9일 ~ 2018년 5월 29일 | 2018년 7월 13일 ~ 2020년 5월 29일 | 2018년 7월 13일 ~ 2020년 5월 29일 |
| 국회의장   | 정세균                           | 정세균                           | 문희상                            | 문희상                            |
| 국회부의장 | 심재철 (새누리당)                | 박주선 (국민의당)                | 이주영 (미래통합당)               | 주승용 (민생당)                   |

### 상임위원회 & 상설특별위원회
| 위원회                         | 이름   | 소속정당     |
| ------------------------------ | ------ | ------------ |
| 국회운영위원회                 | 정진석 | 새누리당     |
| 국회운영위원회                 | 정우택 | 새누리당     |
| 국회운영위원회                 | 김성태 | 자유한국당   |
| 법제사법위원회                 | 권성동 | 새누리당     |
| 정무위원회                     | 이진복 | 새누리당     |
| 정무위원회                     | 김용태 | 자유한국당   |
| 기획재정위원회                 | 조경태 | 새누리당     |
| 과학기술정보방송통신위원회     | 신상진 | 새누리당     |
| 교육문화체육관광위원회         | 유성엽 | 국민의당     |
| 외교통일위원회                 | 심재권 | 더불어민주당 |
| 국방위원회                     | 김영우 | 새누리당     |
| 국방위원회                     | 김학용 | 자유한국당   |
| 행정안전위원회                 | 유재중 | 새누리당     |
| 농림축산식품해양수산위원회     | 김영춘 | 더불어민주당 |
| 농림축산식품해양수산위원회     | 설훈   | 더불어민주당 |
| 산업통상자원중소벤처기업위원회 | 장병완 | 국민의당     |
| 보건복지위원회                 | 양승조 | 더불어민주당 |
| 환경노동위원회                 | 홍영표 | 더불어민주당 |
| 국토교통위원회                 | 조정식 | 더불어민주당 |
| 정보위원회                     | 이철우 | 새누리당     |
| 정보위원회                     | 강석호 | 자유한국당   |
| 여성가족위원회                 | 남인순 | 더불어민주당 |
| 예산결산특별위원회             | 김현미 | 더불어민주당 |
| 예산결산특별위원회             | 백재현 | 더불어민주당 |
| 윤리특별위원회                 | 백재현 | 더불어민주당 |
| 윤리특별위원회                 | 유승희 | 더불어민주당 |

| 위원회                         | 이름   | 소속정당     |
| ------------------------------ | ------ | ------------ |
| 국회운영위원회                 | 홍영표 | 더불어민주당 |
| 국회운영위원회                 | 이인영 | 더불어민주당 |
| 법제사법위원회                 | 여상규 | 미래통합당   |
| 정무위원회                     | 민병두 | 더불어민주당 |
| 기획재정위원회                 | 정성호 | 더불어민주당 |
| 기획재정위원회                 | 이춘석 | 더불어민주당 |
| 과학기술정보방송통신위원회     | 노웅래 | 더불어민주당 |
| 교육위원회                     | 이찬열 | 미래통합당   |
| 교육위원회                     | 홍문표 | 미래통합당   |
| 문화체육관광위원회             | 안민석 | 더불어민주당 |
| 외교통일위원회                 | 강석호 | 미래통합당   |
| 외교통일위원회                 | 윤상현 | 미래통합당   |
| 국방위원회                     | 안규백 | 더불어민주당 |
| 행정안전위원회                 | 인재근 | 더불어민주당 |
| 행정안전위원회                 | 전혜숙 | 더불어민주당 |
| 농림축산식품해양수산위원회     | 황주홍 | 민생당       |
| 산업통상자원중소벤처기업위원회 | 홍일표 | 미래통합당   |
| 산업통상자원중소벤처기업위원회 | 이종구 | 미래통합당   |
| 보건복지위원회                 | 이명수 | 미래통합당   |
| 보건복지위원회                 | 김세연 | 미래통합당   |
| 환경노동위원회                 | 김학용 | 미래통합당   |
| 국토교통위원회                 | 박순자 | 미래통합당   |
| 국토교통위원회                 | 홍문표 | 미래통합당   |
| 정보위원회                     | 이학재 | 미래통합당   |
| 정보위원회                     | 이혜훈 | 미래통합당   |
| 정보위원회                     | 박주선 | 민생당       |
| 정보위원회                     | 김민기 | 더불어민주당 |
| 여성가족위원회                 | 전혜숙 | 더불어민주당 |
| 여성가족위원회                 | 인재근 | 더불어민주당 |
| 예산결산특별위원회             | 안상수 | 미래통합당   |
| 예산결산특별위원회             | 황영철 | 미래통합당   |
| 예산결산특별위원회             | 김재원 | 미래통합당   |

### 특별위원회
| 위원회                                                                                      | 활동기간                            | 이름   | 소속정당     |
| ------------------------------------------------------------------------------------------- | ----------------------------------- | ------ | ------------ |
| 국회상임위원회 위원정수에 관한 규칙 개정 특별위원회                                         | 2016년 6월 9일 ~ 2016년 6월 13일    | 박완주 | 더불어민주당 |
| 가습기살균제 사고 진상규명과 피해구제 및 재발방지 대책마련을 위한 국정조사특별위원회        | 2016년 7월 6일 ~ 2016년 10월 4일    | 우원식 | 더불어민주당 |
| 민생경제 특별위원회                                                                         | 2016년 7월 6일 ~ 2017년 6월 30일    | 김상희 | 더불어민주당 |
| 미래일자리 특별위원회                                                                       | 2016년 7월 6일 ~ 2017년 6월 30일    | 정동영 | 국민의당     |
| 정치발전 특별위원회                                                                         | 2016년 7월 6일 ~ 2017년 6월 30일    | 이명수 | 자유한국당   |
| 지방재정·분권 특별위원회                                                                    | 2016년 7월 6일 ~ 2017년 6월 30일    | 김진표 | 더불어민주당 |
| 저출산·고령화대책 특별위원회                                                                | 2016년 7월 6일 ~ 2017년 6월 30일    | 나경원 | 자유한국당   |
| 평창동계올림픽 및 국제경기대회지원 특별위원회                                               | 2016년 7월 6일 ~ 2018년 3월 31일    | 황영철 | 자유한국당   |
| 남북관계개선 특별위원회                                                                     | 2016년 7월 6일 ~ 2017년 6월 30일    | 이춘석 | 더불어민주당 |
| 박근혜 정부의 최순실 등 민간인에 의한 국정농단 의혹 사건 진상규명을 위한 국정조사특별위원회 | 2016년 11월 17일 ~ 2017년 1월 15일  | 김성태 | 무소속       |
| 헌법개정 특별위원회                                                                         | 2016년 12월 29일 ~ 2017년 12월 31일 | 이주영 | 자유한국당   |
| 정치개혁 특별위원회                                                                         | 2017년 6월 27일 ~ 2017년 12월 31일  | 원혜영 | 더불어민주당 |
| 4차 산업혁명 특별위원회                                                                     | 2017년 11월 9일 ~ 2018년 5월 29일   | 김성식 | 바른미래당   |
| 미세먼지 대책 특별위원회                                                                    | 2017년 11월 9일 ~ 2018년 5월 29일   | 전혜숙 | 더불어민주당 |
| 청년미래 특별위원회                                                                         | 2017년 11월 9일 ~ 2018년 5월 29일   | 이명수 | 자유한국당   |
| 재난안전 대책 특별위원회                                                                    | 2017년 11월 24일 ~ 2018년 5월 29일  | 변재일 | 더불어민주당 |
| 헌법개정 및 정치개혁 특별위원회                                                             | 2018년 1월 1일 ~ 2018년 6월 30일    | 김재경 | 자유한국당   |
| 사법개혁 특별위원회                                                                         | 2018년 1월 1일 ~ 2018년 6월 30일    | 정성호 | 더불어민주당 |

| 위원회                  | 활동기간                          | 이름   | 소속정당     |
| ----------------------- | --------------------------------- | ------ | ------------ |
| 윤리특별위원회          | 2018년 7월 16일 ~ 2019년 6월 30일 | 박명재 | 자유한국당   |
| 정치개혁 특별위원회     | 2018년 7월 26일 ~ 2019년 8월 31일 | 심상정 | 정의당       |
| 정치개혁 특별위원회     | 2018년 7월 26일 ~ 2019년 8월 31일 | 홍영표 | 더불어민주당 |
| 남북경제협력 특별위원회 | 2018년 7월 26일 ~ 2019년 6월 30일 | 이인영 | 더불어민주당 |
| 에너지 특별위원회       | 2018년 7월 26일 ~ 2019년 6월 30일 | 김재원 | 자유한국당   |
| 사법개혁 특별위원회     | 2018년 7월 26일 ~ 2019년 8월 31일 | 박영선 | 더불어민주당 |
| 사법개혁 특별위원회     | 2018년 7월 26일 ~ 2019년 8월 31일 | 이상민 | 더불어민주당 |
| 사법개혁 특별위원회     | 2018년 7월 26일 ~ 2019년 8월 31일 | 유기준 | 자유한국당   |
| 4차 산업혁명 특별위원회 | 2018년 7월 26일 ~ 2019년 6월 30일 | 이혜훈 | 바른미래당   |
| 4차 산업혁명 특별위원회 | 2018년 7월 26일 ~ 2019년 6월 30일 | 정병국 | 바른미래당   |

## 정당별 의석수 분포
| 구분       | 정당       | 정당              | 2016년 총선 결과  | 2016년 총선 결과  | 2016년 총선 결과 | 2020년 임기 종료    | 2020년 임기 종료    | 2020년 임기 종료    |
| 구분       | 정당       | 정당              | 지역구            | 비례대표          | 합계             | 지역구              | 비례대표            | 합계                |
| ---------- | ---------- | ----------------- | ----------------- | ----------------- | ---------------- | ------------------- | ------------------- | ------------------- |
| 교섭단체   |            | 더불어민주당      | 110석             | 13석              | 123석            | 115석               | 13석                | 128석               |
| 교섭단체   |            | 미래통합당        | 새누리당의 후신   | 새누리당의 후신   | 새누리당의 후신  | 95석                | 17석                | 112석               |
| 교섭단체   |            | 민생당            | 국민의당의 후신   | 국민의당의 후신   | 국민의당의 후신  | 12석                | 8석                 | 20석                |
| 교섭단체   |            | 새누리당          | 105석             | 17석              | 122석            | 미래통합당으로 승계 | 미래통합당으로 승계 | 미래통합당으로 승계 |
| 교섭단체   |            | 국민의당          | 25석              | 13석              | 38석             | 민생당으로 승계     | 민생당으로 승계     | 민생당으로 승계     |
| 비교섭단체 |            |                   |                   |                   |                  |                     |                     |                     |
|            | 정의당     | 2석               | 4석               | 6석               | 2석              | 4석                 | 6석                 |                     |
|            | 우리공화당 | 신생 정당         | 신생 정당         | 신생 정당         | 2석              | 0석                 | 2석                 |                     |
|            | 민중당     | 민중연합당의 후신 | 민중연합당의 후신 | 민중연합당의 후신 | 1석              | 0석                 | 1석                 |                     |
|            | 국민의당   | 신생 정당         | 신생 정당         | 신생 정당         | 1석              | 0석                 | 1석                 |                     |
|            | 친박신당   | 신생 정당         | 신생 정당         | 신생 정당         | 1석              | 0석                 | 1석                 |                     |
|            | 열린민주당 | 신생 정당         | 신생 정당         | 신생 정당         | 1석              | 0석                 | 1석                 |                     |
|            | 무소속     | 11석              | -                 | 11석              | 18석             | 0석                 | 18석                |                     |
| 재적       | 재적       | 253석             | 47석              | 300석             | 248석            | 42석                | 290석               |                     |

### 국회의원
- 제20대 국회의원 명단

### 의석 변동
| 날짜             | 이름   | 소속정당                       | 선거구                                  | 사유 | 정당별 증감 | 정당별 의석수 |
| ---------------- | ------ | ------------------------------ | --------------------------------------- | --- | ----------- | --- |
| 2016년 6월 9일   | 정세균 | 더불어민주당 → 무소속          | 서울 종로구                             | 20대 전반기 국회의장 선출로 더불어민주당 탈당                                                              | ±1          | 새누리당 122석 더불어민주당 122석 국민의당 38석 정의당 6석 무소속 12석 |
| 2016년 6월 16일  | 유승민 | 무소속 → 새누리당              | 대구 동구 을                            | 새누리당 복당 더불어민주당 원내 1당 지위 상실 새누리당 원내 1당 지위 획득                                  | ±4          | 새누리당 126석 더불어민주당 122석 국민의당 38석 정의당 6석 무소속 8석 |
| 2016년 6월 16일  | 안상수 | 무소속 → 새누리당              | 인천 중구·동구·강화군·옹진군            | 새누리당 복당 더불어민주당 원내 1당 지위 상실 새누리당 원내 1당 지위 획득                                  | ±4          | 새누리당 126석 더불어민주당 122석 국민의당 38석 정의당 6석 무소속 8석 |
| 2016년 6월 16일  | 윤상현 | 무소속 → 새누리당              | 인천 남구 을                            | 새누리당 복당 더불어민주당 원내 1당 지위 상실 새누리당 원내 1당 지위 획득                                  | ±4          | 새누리당 126석 더불어민주당 122석 국민의당 38석 정의당 6석 무소속 8석 |
| 2016년 6월 16일  | 강길부 | 무소속 → 새누리당              | 울산 울주군                             | 새누리당 복당 더불어민주당 원내 1당 지위 상실 새누리당 원내 1당 지위 획득                                  | ±4          | 새누리당 126석 더불어민주당 122석 국민의당 38석 정의당 6석 무소속 8석 |
| 2016년 6월 20일  | 장제원 | 무소속 → 새누리당              | 부산 사상구                             | 새누리당 복당                                                                                              | ±1          | 새누리당 127석 더불어민주당 122석 국민의당 38석 정의당 6석 무소속 7석 |
| 2016년 6월 21일  | 주호영 | 무소속 → 새누리당              | 대구 수성구 을                          | 새누리당 복당                                                                                              | ±2          | 새누리당 129석 더불어민주당 122석 국민의당 38석 정의당 6석 무소속 5석 |
| 2016년 6월 21일  | 이철규 | 무소속 → 새누리당              | 강원 동해시·삼척시                      | 새누리당 복당                                                                                              | ±2          | 새누리당 129석 더불어민주당 122석 국민의당 38석 정의당 6석 무소속 5석 |
| 2016년 7월 11일  | 서영교 | 더불어민주당 → 무소속          | 서울 중랑구 갑                          | 더불어민주당 탈당                                                                                          | ±1          | 새누리당 129석 더불어민주당 121석 국민의당 38석 정의당 6석 무소속 6석 |
| 2016년 9월 30일  | 이해찬 | 무소속 → 더불어민주당          | 세종특별자치시                          | 더불어민주당 복당                                                                                          | ±1          | 새누리당 129석 더불어민주당 122석 국민의당 38석 정의당 6석 무소속 5석 |
| 2016년 10월 21일 | 이찬열 | 더불어민주당 → 무소속          | 경기 수원시 갑                          | 더불어민주당 탈당                                                                                          | ±1          | 새누리당 129석 더불어민주당 121석 국민의당 38석 정의당 6석 무소속 6석 |
| 2016년 11월 22일 | 김용태 | 새누리당 → 무소속              | 서울 양천구 을                          | 새누리당 탈당                                                                                              | ±1          | 새누리당 128석 더불어민주당 121석 국민의당 38석 정의당 6석 무소속 7석 |
| 2016년 12월 27일 | 정양석 | 새누리당 → 무소속              | 서울 강북구 갑                          | 새누리당 탈당 새누리당 원내 1당 지위 상실 더불어민주당 원내 1당 지위 획득 새누리당 개헌저지선 붕괴         | ±29         | 더불어민주당 121석 새누리당 99석 국민의당 38석 정의당 6석 무소속 36석 |
| 2016년 12월 27일 | 김성태 | 새누리당 → 무소속              | 서울 강서구 을                          | 새누리당 탈당 새누리당 원내 1당 지위 상실 더불어민주당 원내 1당 지위 획득 새누리당 개헌저지선 붕괴         | ±29         | 더불어민주당 121석 새누리당 99석 국민의당 38석 정의당 6석 무소속 36석 |
| 2016년 12월 27일 | 오신환 | 새누리당 → 무소속              | 서울 관악구 을                          | 새누리당 탈당 새누리당 원내 1당 지위 상실 더불어민주당 원내 1당 지위 획득 새누리당 개헌저지선 붕괴         | ±29         | 더불어민주당 121석 새누리당 99석 국민의당 38석 정의당 6석 무소속 36석 |
| 2016년 12월 27일 | 이혜훈 | 새누리당 → 무소속              | 서울 서초구 갑                          | 새누리당 탈당 새누리당 원내 1당 지위 상실 더불어민주당 원내 1당 지위 획득 새누리당 개헌저지선 붕괴         | ±29         | 더불어민주당 121석 새누리당 99석 국민의당 38석 정의당 6석 무소속 36석 |
| 2016년 12월 27일 | 박성중 | 새누리당 → 무소속              | 서울 서초구 을                          | 새누리당 탈당 새누리당 원내 1당 지위 상실 더불어민주당 원내 1당 지위 획득 새누리당 개헌저지선 붕괴         | ±29         | 더불어민주당 121석 새누리당 99석 국민의당 38석 정의당 6석 무소속 36석 |
| 2016년 12월 27일 | 이종구 | 새누리당 → 무소속              | 서울 강남구 갑                          | 새누리당 탈당 새누리당 원내 1당 지위 상실 더불어민주당 원내 1당 지위 획득 새누리당 개헌저지선 붕괴         | ±29         | 더불어민주당 121석 새누리당 99석 국민의당 38석 정의당 6석 무소속 36석 |
| 2016년 12월 27일 | 이은재 | 새누리당 → 무소속              | 서울 강남구 병                          | 새누리당 탈당 새누리당 원내 1당 지위 상실 더불어민주당 원내 1당 지위 획득 새누리당 개헌저지선 붕괴         | ±29         | 더불어민주당 121석 새누리당 99석 국민의당 38석 정의당 6석 무소속 36석 |
| 2016년 12월 27일 | 박인숙 | 새누리당 → 무소속              | 서울 송파구 갑                          | 새누리당 탈당 새누리당 원내 1당 지위 상실 더불어민주당 원내 1당 지위 획득 새누리당 개헌저지선 붕괴         | ±29         | 더불어민주당 121석 새누리당 99석 국민의당 38석 정의당 6석 무소속 36석 |
| 2016년 12월 27일 | 김무성 | 새누리당 → 무소속              | 부산 중구·영도구                        | 새누리당 탈당 새누리당 원내 1당 지위 상실 더불어민주당 원내 1당 지위 획득 새누리당 개헌저지선 붕괴         | ±29         | 더불어민주당 121석 새누리당 99석 국민의당 38석 정의당 6석 무소속 36석 |
| 2016년 12월 27일 | 이진복 | 새누리당 → 무소속              | 부산 동래구                             | 새누리당 탈당 새누리당 원내 1당 지위 상실 더불어민주당 원내 1당 지위 획득 새누리당 개헌저지선 붕괴         | ±29         | 더불어민주당 121석 새누리당 99석 국민의당 38석 정의당 6석 무소속 36석 |
| 2016년 12월 27일 | 하태경 | 새누리당 → 무소속              | 부산 해운대구 갑                        | 새누리당 탈당 새누리당 원내 1당 지위 상실 더불어민주당 원내 1당 지위 획득 새누리당 개헌저지선 붕괴         | ±29         | 더불어민주당 121석 새누리당 99석 국민의당 38석 정의당 6석 무소속 36석 |
| 2016년 12월 27일 | 김세연 | 새누리당 → 무소속              | 부산 금정구                             | 새누리당 탈당 새누리당 원내 1당 지위 상실 더불어민주당 원내 1당 지위 획득 새누리당 개헌저지선 붕괴         | ±29         | 더불어민주당 121석 새누리당 99석 국민의당 38석 정의당 6석 무소속 36석 |
| 2016년 12월 27일 | 장제원 | 새누리당 → 무소속              | 부산 사상구                             | 새누리당 탈당 새누리당 원내 1당 지위 상실 더불어민주당 원내 1당 지위 획득 새누리당 개헌저지선 붕괴         | ±29         | 더불어민주당 121석 새누리당 99석 국민의당 38석 정의당 6석 무소속 36석 |
| 2016년 12월 27일 | 유승민 | 새누리당 → 무소속              | 대구 동구 을                            | 새누리당 탈당 새누리당 원내 1당 지위 상실 더불어민주당 원내 1당 지위 획득 새누리당 개헌저지선 붕괴         | ±29         | 더불어민주당 121석 새누리당 99석 국민의당 38석 정의당 6석 무소속 36석 |
| 2016년 12월 27일 | 주호영 | 새누리당 → 무소속              | 대구 수성구 을                          | 새누리당 탈당 새누리당 원내 1당 지위 상실 더불어민주당 원내 1당 지위 획득 새누리당 개헌저지선 붕괴         | ±29         | 더불어민주당 121석 새누리당 99석 국민의당 38석 정의당 6석 무소속 36석 |
| 2016년 12월 27일 | 홍일표 | 새누리당 → 무소속              | 인천 남구 갑                            | 새누리당 탈당 새누리당 원내 1당 지위 상실 더불어민주당 원내 1당 지위 획득 새누리당 개헌저지선 붕괴         | ±29         | 더불어민주당 121석 새누리당 99석 국민의당 38석 정의당 6석 무소속 36석 |
| 2016년 12월 27일 | 이학재 | 새누리당 → 무소속              | 인천 서구 갑                            | 새누리당 탈당 새누리당 원내 1당 지위 상실 더불어민주당 원내 1당 지위 획득 새누리당 개헌저지선 붕괴         | ±29         | 더불어민주당 121석 새누리당 99석 국민의당 38석 정의당 6석 무소속 36석 |
| 2016년 12월 27일 | 강길부 | 새누리당 → 무소속              | 울산 울주군                             | 새누리당 탈당 새누리당 원내 1당 지위 상실 더불어민주당 원내 1당 지위 획득 새누리당 개헌저지선 붕괴         | ±29         | 더불어민주당 121석 새누리당 99석 국민의당 38석 정의당 6석 무소속 36석 |
| 2016년 12월 27일 | 유의동 | 새누리당 → 무소속              | 경기 평택시 을                          | 새누리당 탈당 새누리당 원내 1당 지위 상실 더불어민주당 원내 1당 지위 획득 새누리당 개헌저지선 붕괴         | ±29         | 더불어민주당 121석 새누리당 99석 국민의당 38석 정의당 6석 무소속 36석 |
| 2016년 12월 27일 | 김학용 | 새누리당 → 무소속              | 경기 안성시                             | 새누리당 탈당 새누리당 원내 1당 지위 상실 더불어민주당 원내 1당 지위 획득 새누리당 개헌저지선 붕괴         | ±29         | 더불어민주당 121석 새누리당 99석 국민의당 38석 정의당 6석 무소속 36석 |
| 2016년 12월 27일 | 김영우 | 새누리당 → 무소속              | 경기 포천시·가평군                      | 새누리당 탈당 새누리당 원내 1당 지위 상실 더불어민주당 원내 1당 지위 획득 새누리당 개헌저지선 붕괴         | ±29         | 더불어민주당 121석 새누리당 99석 국민의당 38석 정의당 6석 무소속 36석 |
| 2016년 12월 27일 | 정병국 | 새누리당 → 무소속              | 경기 여주시·양평군                      | 새누리당 탈당 새누리당 원내 1당 지위 상실 더불어민주당 원내 1당 지위 획득 새누리당 개헌저지선 붕괴         | ±29         | 더불어민주당 121석 새누리당 99석 국민의당 38석 정의당 6석 무소속 36석 |
| 2016년 12월 27일 | 권성동 | 새누리당 → 무소속              | 강원 강릉시                             | 새누리당 탈당 새누리당 원내 1당 지위 상실 더불어민주당 원내 1당 지위 획득 새누리당 개헌저지선 붕괴         | ±29         | 더불어민주당 121석 새누리당 99석 국민의당 38석 정의당 6석 무소속 36석 |
| 2016년 12월 27일 | 황영철 | 새누리당 → 무소속              | 강원 홍천군·철원군·화천군·양구군·인제군 | 새누리당 탈당 새누리당 원내 1당 지위 상실 더불어민주당 원내 1당 지위 획득 새누리당 개헌저지선 붕괴         | ±29         | 더불어민주당 121석 새누리당 99석 국민의당 38석 정의당 6석 무소속 36석 |
| 2016년 12월 27일 | 홍문표 | 새누리당 → 무소속              | 충남 홍성군·예산군                      | 새누리당 탈당 새누리당 원내 1당 지위 상실 더불어민주당 원내 1당 지위 획득 새누리당 개헌저지선 붕괴         | ±29         | 더불어민주당 121석 새누리당 99석 국민의당 38석 정의당 6석 무소속 36석 |
| 2016년 12월 27일 | 정운천 | 새누리당 → 무소속              | 전북 전주시 을                          | 새누리당 탈당 새누리당 원내 1당 지위 상실 더불어민주당 원내 1당 지위 획득 새누리당 개헌저지선 붕괴         | ±29         | 더불어민주당 121석 새누리당 99석 국민의당 38석 정의당 6석 무소속 36석 |
| 2016년 12월 27일 | 김재경 | 새누리당 → 무소속              | 경남 진주시 을                          | 새누리당 탈당 새누리당 원내 1당 지위 상실 더불어민주당 원내 1당 지위 획득 새누리당 개헌저지선 붕괴         | ±29         | 더불어민주당 121석 새누리당 99석 국민의당 38석 정의당 6석 무소속 36석 |
| 2016년 12월 27일 | 이군현 | 새누리당 → 무소속              | 경남 통영시·고성군                      | 새누리당 탈당 새누리당 원내 1당 지위 상실 더불어민주당 원내 1당 지위 획득 새누리당 개헌저지선 붕괴         | ±29         | 더불어민주당 121석 새누리당 99석 국민의당 38석 정의당 6석 무소속 36석 |
| 2016년 12월 27일 | 여상규 | 새누리당 → 무소속              | 경남 사천시·남해군·하동군               | 새누리당 탈당 새누리당 원내 1당 지위 상실 더불어민주당 원내 1당 지위 획득 새누리당 개헌저지선 붕괴         | ±29         | 더불어민주당 121석 새누리당 99석 국민의당 38석 정의당 6석 무소속 36석 |
| 2017년 1월 2일   | 이정현 | 새누리당 → 무소속              | 전남 순천시                             | 새누리당 탈당                                                                                              | ±1          | 더불어민주당 121석 새누리당 98석 국민의당 38석 정의당 6석 무소속 37석 |
| 2017년 1월 4일   | 정갑윤 | 새누리당 → 무소속              | 울산 중구                               | 새누리당 탈당                                                                                              | ±1          | 더불어민주당 121석 새누리당 97석 국민의당 38석 정의당 6석 무소속 38석 |
| 2017년 1월 23일  | 박순자 | 새누리당 → 무소속              | 경기 안산시 단원구 을                   | 새누리당 탈당                                                                                              | ±1          | 더불어민주당 121석 새누리당 96석 국민의당 38석 정의당 6석 무소속 39석 |
| 2017년 1월 24일  | 정양석 | 무소속 → 바른정당              | 서울 강북구 갑                          | 바른정당 창당 원내 교섭단체 지위 획득 원내 4당 체제 전환                                                   | ±31         | 더불어민주당 121석 새누리당 96석 국민의당 38석 바른정당 31석 정의당 6석 무소속 8석 |
| 2017년 1월 24일  | 김용태 | 무소속 → 바른정당              | 서울 양천구 을                          | 바른정당 창당 원내 교섭단체 지위 획득 원내 4당 체제 전환                                                   | ±31         | 더불어민주당 121석 새누리당 96석 국민의당 38석 바른정당 31석 정의당 6석 무소속 8석 |
| 2017년 1월 24일  | 김성태 | 무소속 → 바른정당              | 서울 강서구 을                          | 바른정당 창당 원내 교섭단체 지위 획득 원내 4당 체제 전환                                                   | ±31         | 더불어민주당 121석 새누리당 96석 국민의당 38석 바른정당 31석 정의당 6석 무소속 8석 |
| 2017년 1월 24일  | 오신환 | 무소속 → 바른정당              | 서울 관악구 을                          | 바른정당 창당 원내 교섭단체 지위 획득 원내 4당 체제 전환                                                   | ±31         | 더불어민주당 121석 새누리당 96석 국민의당 38석 바른정당 31석 정의당 6석 무소속 8석 |
| 2017년 1월 24일  | 이혜훈 | 무소속 → 바른정당              | 서울 서초구 갑                          | 바른정당 창당 원내 교섭단체 지위 획득 원내 4당 체제 전환                                                   | ±31         | 더불어민주당 121석 새누리당 96석 국민의당 38석 바른정당 31석 정의당 6석 무소속 8석 |
| 2017년 1월 24일  | 박성중 | 무소속 → 바른정당              | 서울 서초구 을                          | 바른정당 창당 원내 교섭단체 지위 획득 원내 4당 체제 전환                                                   | ±31         | 더불어민주당 121석 새누리당 96석 국민의당 38석 바른정당 31석 정의당 6석 무소속 8석 |
| 2017년 1월 24일  | 이종구 | 무소속 → 바른정당              | 서울 강남구 갑                          | 바른정당 창당 원내 교섭단체 지위 획득 원내 4당 체제 전환                                                   | ±31         | 더불어민주당 121석 새누리당 96석 국민의당 38석 바른정당 31석 정의당 6석 무소속 8석 |
| 2017년 1월 24일  | 이은재 | 무소속 → 바른정당              | 서울 강남구 병                          | 바른정당 창당 원내 교섭단체 지위 획득 원내 4당 체제 전환                                                   | ±31         | 더불어민주당 121석 새누리당 96석 국민의당 38석 바른정당 31석 정의당 6석 무소속 8석 |
| 2017년 1월 24일  | 박인숙 | 무소속 → 바른정당              | 서울 송파구 갑                          | 바른정당 창당 원내 교섭단체 지위 획득 원내 4당 체제 전환                                                   | ±31         | 더불어민주당 121석 새누리당 96석 국민의당 38석 바른정당 31석 정의당 6석 무소속 8석 |
| 2017년 1월 24일  | 김무성 | 무소속 → 바른정당              | 부산 중구·영도구                        | 바른정당 창당 원내 교섭단체 지위 획득 원내 4당 체제 전환                                                   | ±31         | 더불어민주당 121석 새누리당 96석 국민의당 38석 바른정당 31석 정의당 6석 무소속 8석 |
| 2017년 1월 24일  | 이진복 | 무소속 → 바른정당              | 부산 동래구                             | 바른정당 창당 원내 교섭단체 지위 획득 원내 4당 체제 전환                                                   | ±31         | 더불어민주당 121석 새누리당 96석 국민의당 38석 바른정당 31석 정의당 6석 무소속 8석 |
| 2017년 1월 24일  | 하태경 | 무소속 → 바른정당              | 부산 해운대구 갑                        | 바른정당 창당 원내 교섭단체 지위 획득 원내 4당 체제 전환                                                   | ±31         | 더불어민주당 121석 새누리당 96석 국민의당 38석 바른정당 31석 정의당 6석 무소속 8석 |
| 2017년 1월 24일  | 김세연 | 무소속 → 바른정당              | 부산 금정구                             | 바른정당 창당 원내 교섭단체 지위 획득 원내 4당 체제 전환                                                   | ±31         | 더불어민주당 121석 새누리당 96석 국민의당 38석 바른정당 31석 정의당 6석 무소속 8석 |
| 2017년 1월 24일  | 장제원 | 무소속 → 바른정당              | 부산 사상구                             | 바른정당 창당 원내 교섭단체 지위 획득 원내 4당 체제 전환                                                   | ±31         | 더불어민주당 121석 새누리당 96석 국민의당 38석 바른정당 31석 정의당 6석 무소속 8석 |
| 2017년 1월 24일  | 유승민 | 무소속 → 바른정당              | 대구 동구 을                            | 바른정당 창당 원내 교섭단체 지위 획득 원내 4당 체제 전환                                                   | ±31         | 더불어민주당 121석 새누리당 96석 국민의당 38석 바른정당 31석 정의당 6석 무소속 8석 |
| 2017년 1월 24일  | 주호영 | 무소속 → 바른정당              | 대구 수성구 을                          | 바른정당 창당 원내 교섭단체 지위 획득 원내 4당 체제 전환                                                   | ±31         | 더불어민주당 121석 새누리당 96석 국민의당 38석 바른정당 31석 정의당 6석 무소속 8석 |
| 2017년 1월 24일  | 홍일표 | 무소속 → 바른정당              | 인천 남구 갑                            | 바른정당 창당 원내 교섭단체 지위 획득 원내 4당 체제 전환                                                   | ±31         | 더불어민주당 121석 새누리당 96석 국민의당 38석 바른정당 31석 정의당 6석 무소속 8석 |
| 2017년 1월 24일  | 이학재 | 무소속 → 바른정당              | 인천 서구 갑                            | 바른정당 창당 원내 교섭단체 지위 획득 원내 4당 체제 전환                                                   | ±31         | 더불어민주당 121석 새누리당 96석 국민의당 38석 바른정당 31석 정의당 6석 무소속 8석 |
| 2017년 1월 24일  | 강길부 | 무소속 → 바른정당              | 울산 울주군                             | 바른정당 창당 원내 교섭단체 지위 획득 원내 4당 체제 전환                                                   | ±31         | 더불어민주당 121석 새누리당 96석 국민의당 38석 바른정당 31석 정의당 6석 무소속 8석 |
| 2017년 1월 24일  | 유의동 | 무소속 → 바른정당              | 경기 평택시 을                          | 바른정당 창당 원내 교섭단체 지위 획득 원내 4당 체제 전환                                                   | ±31         | 더불어민주당 121석 새누리당 96석 국민의당 38석 바른정당 31석 정의당 6석 무소속 8석 |
| 2017년 1월 24일  | 박순자 | 무소속 → 바른정당              | 경기 안산시 단원구 을                   | 바른정당 창당 원내 교섭단체 지위 획득 원내 4당 체제 전환                                                   | ±31         | 더불어민주당 121석 새누리당 96석 국민의당 38석 바른정당 31석 정의당 6석 무소속 8석 |
| 2017년 1월 24일  | 김학용 | 무소속 → 바른정당              | 경기 안성시                             | 바른정당 창당 원내 교섭단체 지위 획득 원내 4당 체제 전환                                                   | ±31         | 더불어민주당 121석 새누리당 96석 국민의당 38석 바른정당 31석 정의당 6석 무소속 8석 |
| 2017년 1월 24일  | 김영우 | 무소속 → 바른정당              | 경기 포천시·가평군                      | 바른정당 창당 원내 교섭단체 지위 획득 원내 4당 체제 전환                                                   | ±31         | 더불어민주당 121석 새누리당 96석 국민의당 38석 바른정당 31석 정의당 6석 무소속 8석 |
| 2017년 1월 24일  | 정병국 | 무소속 → 바른정당              | 경기 여주시·양평군                      | 바른정당 창당 원내 교섭단체 지위 획득 원내 4당 체제 전환                                                   | ±31         | 더불어민주당 121석 새누리당 96석 국민의당 38석 바른정당 31석 정의당 6석 무소속 8석 |
| 2017년 1월 24일  | 권성동 | 무소속 → 바른정당              | 강원 강릉시                             | 바른정당 창당 원내 교섭단체 지위 획득 원내 4당 체제 전환                                                   | ±31         | 더불어민주당 121석 새누리당 96석 국민의당 38석 바른정당 31석 정의당 6석 무소속 8석 |
| 2017년 1월 24일  | 황영철 | 무소속 → 바른정당              | 강원 홍천군·철원군·화천군·양구군·인제군 | 바른정당 창당 원내 교섭단체 지위 획득 원내 4당 체제 전환                                                   | ±31         | 더불어민주당 121석 새누리당 96석 국민의당 38석 바른정당 31석 정의당 6석 무소속 8석 |
| 2017년 1월 24일  | 홍문표 | 무소속 → 바른정당              | 충남 홍성군·예산군                      | 바른정당 창당 원내 교섭단체 지위 획득 원내 4당 체제 전환                                                   | ±31         | 더불어민주당 121석 새누리당 96석 국민의당 38석 바른정당 31석 정의당 6석 무소속 8석 |
| 2017년 1월 24일  | 정운천 | 무소속 → 바른정당              | 전북 전주시 을                          | 바른정당 창당 원내 교섭단체 지위 획득 원내 4당 체제 전환                                                   | ±31         | 더불어민주당 121석 새누리당 96석 국민의당 38석 바른정당 31석 정의당 6석 무소속 8석 |
| 2017년 1월 24일  | 김재경 | 무소속 → 바른정당              | 경남 진주시 을                          | 바른정당 창당 원내 교섭단체 지위 획득 원내 4당 체제 전환                                                   | ±31         | 더불어민주당 121석 새누리당 96석 국민의당 38석 바른정당 31석 정의당 6석 무소속 8석 |
| 2017년 1월 24일  | 이군현 | 무소속 → 바른정당              | 경남 통영시·고성군                      | 바른정당 창당 원내 교섭단체 지위 획득 원내 4당 체제 전환                                                   | ±31         | 더불어민주당 121석 새누리당 96석 국민의당 38석 바른정당 31석 정의당 6석 무소속 8석 |
| 2017년 1월 24일  | 여상규 | 무소속 → 바른정당              | 경남 사천시·남해군·하동군               | 바른정당 창당 원내 교섭단체 지위 획득 원내 4당 체제 전환                                                   | ±31         | 더불어민주당 121석 새누리당 96석 국민의당 38석 바른정당 31석 정의당 6석 무소속 8석 |
| 2017년 1월 26일  | 홍철호 | 새누리당 → 바른정당            | 경기 김포시 을                          | 당적 변경                                                                                                  | ±1          | 더불어민주당 121석 새누리당 95석 국민의당 38석 바른정당 32석 정의당 6석 무소속 8석 |
| 2017년 2월 9일   | 김종태 | 새누리당                       | 경북 상주시·군위군·의성군·청송군        | 공직선거법 위반으로 의원직 상실                                                                            | -1          | 더불어민주당 121석 새누리당 94석 국민의당 38석 바른정당 32석 정의당 6석 무소속 8석 |
| 2017년 2월 13일  |        | 새누리당 → 자유한국당          |                                         | 당명 변경                                                                                                  |             | 더불어민주당 121석 자유한국당 94석 국민의당 38석 바른정당 32석 정의당 6석 무소속 8석 |
| 2017년 2월 17일  | 이찬열 | 무소속 → 국민의당              | 경기 수원시 갑                          | 국민의당 입당                                                                                              | ±1          | 더불어민주당 121석 자유한국당 94석 국민의당 39석 바른정당 32석 정의당 6석 무소속 7석 |
| 2017년 3월 8일   | 김종인 | 더불어민주당                   | 비례대표                                | 더불어민주당 탈당으로 의원직 상실                                                                          | -1          | 더불어민주당 120석 자유한국당 94석 국민의당 39석 바른정당 32석 정의당 6석 무소속 7석 |
| 2017년 3월 14일  | 심기준 | 더불어민주당                   | 비례대표                                | 김종인 의원 사퇴로 의원직 승계                                                                             | +1          | 더불어민주당 121석 자유한국당 94석 국민의당 39석 바른정당 32석 정의당 6석 무소속 7석 |
| 2017년 3월 15일  | 지상욱 | 자유한국당 → 바른정당          | 서울 중구·성동구 을                     | 당적 변경                                                                                                  | ±1          | 더불어민주당 121석 자유한국당 93석 국민의당 39석 바른정당 33석 정의당 6석 무소속 7석 |
| 2017년 3월 29일  | 최명길 | 더불어민주당 → 무소속          | 서울 송파구 을                          | 더불어민주당 탈당                                                                                          | ±1          | 더불어민주당 120석 자유한국당 93석 국민의당 39석 바른정당 33석 정의당 6석 무소속 8석 |
| 2017년 4월 6일   | 이언주 | 더불어민주당 → 국민의당        | 경기 광명시 을                          | 당적 변경                                                                                                  | ±1          | 더불어민주당 119석 자유한국당 93석 국민의당 40석 바른정당 33석 정의당 6석 무소속 8석 |
| 2017년 4월 8일   | 조원진 | 자유한국당 → 새누리당          | 대구 달서구 병                          | 당적 변경                                                                                                  | ±1          | 더불어민주당 119석 자유한국당 92석 국민의당 40석 바른정당 33석 정의당 6석 새누리당 1석 무소속 8석                                                                                             |
| 2017년 4월 12일  | 김재원 | 자유한국당                     | 경북 상주시·군위군·의성군·청송군        | 4.12 재보궐선거 당선                                                                                       | +1          | 더불어민주당 119석 자유한국당 93석 국민의당 40석 바른정당 33석 정의당 6석 새누리당 1석 무소속 8석                                                                                             |
| 2017년 4월 17일  | 안철수 | 국민의당                       | 서울 노원구 병                          | 19대 대선 출마로 의원직 사퇴                                                                               | -1          | 더불어민주당 119석 자유한국당 93석 국민의당 39석 바른정당 33석 정의당 6석 새누리당 1석 무소속 8석                                                                                             |
| 2017년 4월 27일  | 최명길 | 무소속 → 국민의당              | 서울 송파구 을                          | 국민의당 입당                                                                                              | ±1          | 더불어민주당 119석 자유한국당 93석 국민의당 40석 바른정당 33석 정의당 6석 새누리당 1석 무소속 7석                                                                                             |
| 2017년 4월 28일  | 이은재 | 바른정당 → 자유한국당          | 서울 강남구 병                          | 당적 변경                                                                                                  | ±1          | 더불어민주당 119석 자유한국당 94석 국민의당 40석 바른정당 32석 정의당 6석 새누리당 1석 무소속 7석                                                                                             |
| 2017년 5월 2일   | 김성태 | 바른정당 → 무소속              | 서울 강서구 을                          | 바른정당 탈당                                                                                              | ±12         | 더불어민주당 119석 자유한국당 94석 국민의당 40석 바른정당 20석 정의당 6석 새누리당 1석 무소속 19석                                                                                            |
| 2017년 5월 2일   | 박성중 | 바른정당 → 무소속              | 서울 서초구 을                          | 바른정당 탈당                                                                                              | ±12         | 더불어민주당 119석 자유한국당 94석 국민의당 40석 바른정당 20석 정의당 6석 새누리당 1석 무소속 19석                                                                                            |
| 2017년 5월 2일   | 이진복 | 바른정당 → 무소속              | 부산 동래구                             | 바른정당 탈당                                                                                              | ±12         | 더불어민주당 119석 자유한국당 94석 국민의당 40석 바른정당 20석 정의당 6석 새누리당 1석 무소속 19석                                                                                            |
| 2017년 5월 2일   | 장제원 | 바른정당 → 무소속              | 부산 사상구                             | 바른정당 탈당                                                                                              | ±12         | 더불어민주당 119석 자유한국당 94석 국민의당 40석 바른정당 20석 정의당 6석 새누리당 1석 무소속 19석                                                                                            |
| 2017년 5월 2일   | 홍일표 | 바른정당 → 무소속              | 인천 남구 갑                            | 바른정당 탈당                                                                                              | ±12         | 더불어민주당 119석 자유한국당 94석 국민의당 40석 바른정당 20석 정의당 6석 새누리당 1석 무소속 19석                                                                                            |
| 2017년 5월 2일   | 박순자 | 바른정당 → 무소속              | 경기 안산시 단원구 을                   | 바른정당 탈당                                                                                              | ±12         | 더불어민주당 119석 자유한국당 94석 국민의당 40석 바른정당 20석 정의당 6석 새누리당 1석 무소속 19석                                                                                            |
| 2017년 5월 2일   | 김학용 | 바른정당 → 무소속              | 경기 안성시                             | 바른정당 탈당                                                                                              | ±12         | 더불어민주당 119석 자유한국당 94석 국민의당 40석 바른정당 20석 정의당 6석 새누리당 1석 무소속 19석                                                                                            |
| 2017년 5월 2일   | 권성동 | 바른정당 → 무소속              | 강원 강릉시                             | 바른정당 탈당                                                                                              | ±12         | 더불어민주당 119석 자유한국당 94석 국민의당 40석 바른정당 20석 정의당 6석 새누리당 1석 무소속 19석                                                                                            |
| 2017년 5월 2일   | 홍문표 | 바른정당 → 무소속              | 충남 홍성군·예산군                      | 바른정당 탈당                                                                                              | ±12         | 더불어민주당 119석 자유한국당 94석 국민의당 40석 바른정당 20석 정의당 6석 새누리당 1석 무소속 19석                                                                                            |
| 2017년 5월 2일   | 김재경 | 바른정당 → 무소속              | 경남 진주시 을                          | 바른정당 탈당                                                                                              | ±12         | 더불어민주당 119석 자유한국당 94석 국민의당 40석 바른정당 20석 정의당 6석 새누리당 1석 무소속 19석                                                                                            |
| 2017년 5월 2일   | 이군현 | 바른정당 → 무소속              | 경남 통영시·고성군                      | 바른정당 탈당                                                                                              | ±12         | 더불어민주당 119석 자유한국당 94석 국민의당 40석 바른정당 20석 정의당 6석 새누리당 1석 무소속 19석                                                                                            |
| 2017년 5월 2일   | 여상규 | 바른정당 → 무소속              | 경남 사천시·남해군·하동군               | 바른정당 탈당                                                                                              | ±12         | 더불어민주당 119석 자유한국당 94석 국민의당 40석 바른정당 20석 정의당 6석 새누리당 1석 무소속 19석                                                                                            |
| 2017년 5월 4일   | 홍의락 | 무소속 → 더불어민주당          | 대구 북구 을                            | 더불어민주당 복당                                                                                          | ±1          | 더불어민주당 120석 자유한국당 94석 국민의당 40석 바른정당 20석 정의당 6석 새누리당 1석 무소속 18석                                                                                            |
| 2017년 5월 6일   | 김성태 | 무소속 → 자유한국당            | 서울 강서구 을                          | 자유한국당 복당 자유한국당 개헌저지선 확보                                                                 | ±13         | 더불어민주당 120석 자유한국당 107석 국민의당 40석 바른정당 20석 정의당 6석 새누리당 1석 무소속 5석                                                                                            |
| 2017년 5월 6일   | 박성중 | 무소속 → 자유한국당            | 서울 서초구 을                          | 자유한국당 복당 자유한국당 개헌저지선 확보                                                                 | ±13         | 더불어민주당 120석 자유한국당 107석 국민의당 40석 바른정당 20석 정의당 6석 새누리당 1석 무소속 5석                                                                                            |
| 2017년 5월 6일   | 이진복 | 무소속 → 자유한국당            | 부산 동래구                             | 자유한국당 복당 자유한국당 개헌저지선 확보                                                                 | ±13         | 더불어민주당 120석 자유한국당 107석 국민의당 40석 바른정당 20석 정의당 6석 새누리당 1석 무소속 5석                                                                                            |
| 2017년 5월 6일   | 장제원 | 무소속 → 자유한국당            | 부산 사상구                             | 자유한국당 복당 자유한국당 개헌저지선 확보                                                                 | ±13         | 더불어민주당 120석 자유한국당 107석 국민의당 40석 바른정당 20석 정의당 6석 새누리당 1석 무소속 5석                                                                                            |
| 2017년 5월 6일   | 홍일표 | 무소속 → 자유한국당            | 인천 남구 갑                            | 자유한국당 복당 자유한국당 개헌저지선 확보                                                                 | ±13         | 더불어민주당 120석 자유한국당 107석 국민의당 40석 바른정당 20석 정의당 6석 새누리당 1석 무소속 5석                                                                                            |
| 2017년 5월 6일   | 정갑윤 | 무소속 → 자유한국당            | 울산 중구                               | 자유한국당 복당 자유한국당 개헌저지선 확보                                                                 | ±13         | 더불어민주당 120석 자유한국당 107석 국민의당 40석 바른정당 20석 정의당 6석 새누리당 1석 무소속 5석                                                                                            |
| 2017년 5월 6일   | 박순자 | 무소속 → 자유한국당            | 경기 안산시 단원구 을                   | 자유한국당 복당 자유한국당 개헌저지선 확보                                                                 | ±13         | 더불어민주당 120석 자유한국당 107석 국민의당 40석 바른정당 20석 정의당 6석 새누리당 1석 무소속 5석                                                                                            |
| 2017년 5월 6일   | 김학용 | 무소속 → 자유한국당            | 경기 안성시                             | 자유한국당 복당 자유한국당 개헌저지선 확보                                                                 | ±13         | 더불어민주당 120석 자유한국당 107석 국민의당 40석 바른정당 20석 정의당 6석 새누리당 1석 무소속 5석                                                                                            |
| 2017년 5월 6일   | 권성동 | 무소속 → 자유한국당            | 강원 강릉시                             | 자유한국당 복당 자유한국당 개헌저지선 확보                                                                 | ±13         | 더불어민주당 120석 자유한국당 107석 국민의당 40석 바른정당 20석 정의당 6석 새누리당 1석 무소속 5석                                                                                            |
| 2017년 5월 6일   | 홍문표 | 무소속 → 자유한국당            | 충남 홍성군·예산군                      | 자유한국당 복당 자유한국당 개헌저지선 확보                                                                 | ±13         | 더불어민주당 120석 자유한국당 107석 국민의당 40석 바른정당 20석 정의당 6석 새누리당 1석 무소속 5석                                                                                            |
| 2017년 5월 6일   | 김재경 | 무소속 → 자유한국당            | 경남 진주시 을                          | 자유한국당 복당 자유한국당 개헌저지선 확보                                                                 | ±13         | 더불어민주당 120석 자유한국당 107석 국민의당 40석 바른정당 20석 정의당 6석 새누리당 1석 무소속 5석                                                                                            |
| 2017년 5월 6일   | 이군현 | 무소속 → 자유한국당            | 경남 통영시·고성군                      | 자유한국당 복당 자유한국당 개헌저지선 확보                                                                 | ±13         | 더불어민주당 120석 자유한국당 107석 국민의당 40석 바른정당 20석 정의당 6석 새누리당 1석 무소속 5석                                                                                            |
| 2017년 5월 6일   | 여상규 | 무소속 → 자유한국당            | 경남 사천시·남해군·하동군               | 자유한국당 복당 자유한국당 개헌저지선 확보                                                                 | ±13         | 더불어민주당 120석 자유한국당 107석 국민의당 40석 바른정당 20석 정의당 6석 새누리당 1석 무소속 5석                                                                                            |
| 2017년 6월 20일  | 문미옥 | 더불어민주당                   | 비례대표                                | 대통령비서실 과학기술보좌관 임명으로 의원직 사퇴                                                           | -1          | 더불어민주당 119석 자유한국당 107석 국민의당 40석 바른정당 20석 정의당 6석 새누리당 1석 무소속 5석                                                                                            |
| 2017년 6월 22일  | 이수혁 | 더불어민주당                   | 비례대표                                | 문미옥 의원 사퇴로 의원직 승계                                                                             | +1          | 더불어민주당 120석 자유한국당 107석 국민의당 40석 바른정당 20석 정의당 6석 새누리당 1석 무소속 5석                                                                                            |
| 2017년 8월 1일   | 조원진 | 새누리당 → 무소속              | 대구 달서구 병                          | 새누리당 탈당                                                                                              | ±1          | 더불어민주당 120석 자유한국당 107석 국민의당 40석 바른정당 20석 정의당 6석 무소속 6석 |
| 2017년 9월 4일   | 조원진 | 무소속 → 대한애국당            | 대구 달서구 병                          | 대한애국당 창당                                                                                            | ±1          | 더불어민주당 120석 자유한국당 107석 국민의당 40석 바른정당 20석 정의당 6석 새민중정당 2석 대한애국당 1석 무소속 3석                                                                           |
| 2017년 9월 4일   | 김종훈 | 무소속 → 새민중정당            | 울산 동구                               | 새민중정당 창당                                                                                            | ±2          | 더불어민주당 120석 자유한국당 107석 국민의당 40석 바른정당 20석 정의당 6석 새민중정당 2석 대한애국당 1석 무소속 3석                                                                           |
| 2017년 9월 4일   | 윤종오 | 무소속 → 새민중정당            | 울산 북구                               | 새민중정당 창당                                                                                            | ±2          | 더불어민주당 120석 자유한국당 107석 국민의당 40석 바른정당 20석 정의당 6석 새민중정당 2석 대한애국당 1석 무소속 3석                                                                           |
| 2017년 9월 13일  | 서영교 | 무소속 → 더불어민주당          | 서울 중랑구 갑                          | 더불어민주당 복당                                                                                          | ±1          | 더불어민주당 121석 자유한국당 107석 국민의당 40석 바른정당 20석 정의당 6석 새민중정당 2석 대한애국당 1석 무소속 2석                                                                           |
| 2017년 10월 15일 | 김종훈 | 새민중정당 → 민중당            | 울산 동구                               | 민중당 창당                                                                                                | ±2          | 더불어민주당 121석 자유한국당 107석 국민의당 40석 바른정당 20석 정의당 6석 민중당 2석 대한애국당 1석 무소속 2석                                                                               |
| 2017년 10월 15일 | 윤종오 | 새민중정당 → 민중당            | 울산 북구                               | 민중당 창당                                                                                                | ±2          | 더불어민주당 121석 자유한국당 107석 국민의당 40석 바른정당 20석 정의당 6석 민중당 2석 대한애국당 1석 무소속 2석                                                                               |
| 2017년 11월 8일  | 정양석 | 바른정당 → 무소속              | 서울 강북구 갑                          | 바른정당 탈당 바른정당 원내 교섭단체 지위 상실 원내 3당 체제 재편                                          | ±8          | 더불어민주당 121석 자유한국당 107석 국민의당 40석 바른정당 12석 정의당 6석 민중당 2석 대한애국당 1석 무소속 11석                                                                              |
| 2017년 11월 8일  | 김용태 | 바른정당 → 무소속              | 서울 양천구 을                          | 바른정당 탈당 바른정당 원내 교섭단체 지위 상실 원내 3당 체제 재편                                          | ±8          | 더불어민주당 121석 자유한국당 107석 국민의당 40석 바른정당 12석 정의당 6석 민중당 2석 대한애국당 1석 무소속 11석                                                                              |
| 2017년 11월 8일  | 이종구 | 바른정당 → 무소속              | 서울 강남구 갑                          | 바른정당 탈당 바른정당 원내 교섭단체 지위 상실 원내 3당 체제 재편                                          | ±8          | 더불어민주당 121석 자유한국당 107석 국민의당 40석 바른정당 12석 정의당 6석 민중당 2석 대한애국당 1석 무소속 11석                                                                              |
| 2017년 11월 8일  | 김무성 | 바른정당 → 무소속              | 부산 중구·영도구                        | 바른정당 탈당 바른정당 원내 교섭단체 지위 상실 원내 3당 체제 재편                                          | ±8          | 더불어민주당 121석 자유한국당 107석 국민의당 40석 바른정당 12석 정의당 6석 민중당 2석 대한애국당 1석 무소속 11석                                                                              |
| 2017년 11월 8일  | 강길부 | 바른정당 → 무소속              | 울산 울주군                             | 바른정당 탈당 바른정당 원내 교섭단체 지위 상실 원내 3당 체제 재편                                          | ±8          | 더불어민주당 121석 자유한국당 107석 국민의당 40석 바른정당 12석 정의당 6석 민중당 2석 대한애국당 1석 무소속 11석                                                                              |
| 2017년 11월 8일  | 홍철호 | 바른정당 → 무소속              | 경기 김포시 을                          | 바른정당 탈당 바른정당 원내 교섭단체 지위 상실 원내 3당 체제 재편                                          | ±8          | 더불어민주당 121석 자유한국당 107석 국민의당 40석 바른정당 12석 정의당 6석 민중당 2석 대한애국당 1석 무소속 11석                                                                              |
| 2017년 11월 8일  | 김영우 | 바른정당 → 무소속              | 경기 포천시·가평군                      | 바른정당 탈당 바른정당 원내 교섭단체 지위 상실 원내 3당 체제 재편                                          | ±8          | 더불어민주당 121석 자유한국당 107석 국민의당 40석 바른정당 12석 정의당 6석 민중당 2석 대한애국당 1석 무소속 11석                                                                              |
| 2017년 11월 8일  | 황영철 | 바른정당 → 무소속              | 강원 홍천군·철원군·화천군·양구군·인제군 | 바른정당 탈당 바른정당 원내 교섭단체 지위 상실 원내 3당 체제 재편                                          | ±8          | 더불어민주당 121석 자유한국당 107석 국민의당 40석 바른정당 12석 정의당 6석 민중당 2석 대한애국당 1석 무소속 11석                                                                              |
| 2017년 11월 9일  | 정양석 | 무소속 → 자유한국당            | 서울 강북구 갑                          | 자유한국당 복당                                                                                            | ±8          | 더불어민주당 121석 자유한국당 115석 국민의당 40석 바른정당 12석 정의당 6석 민중당 2석 대한애국당 1석 무소속 2석                                                                               |
| 2017년 11월 9일  | 김용태 | 무소속 → 자유한국당            | 서울 양천구 을                          | 자유한국당 복당                                                                                            | ±8          | 더불어민주당 121석 자유한국당 115석 국민의당 40석 바른정당 12석 정의당 6석 민중당 2석 대한애국당 1석 무소속 2석                                                                               |
| 2017년 11월 9일  | 이종구 | 무소속 → 자유한국당            | 서울 강남구 갑                          | 자유한국당 복당                                                                                            | ±8          | 더불어민주당 121석 자유한국당 115석 국민의당 40석 바른정당 12석 정의당 6석 민중당 2석 대한애국당 1석 무소속 2석                                                                               |
| 2017년 11월 9일  | 김무성 | 무소속 → 자유한국당            | 부산 중구·영도구                        | 자유한국당 복당                                                                                            | ±8          | 더불어민주당 121석 자유한국당 115석 국민의당 40석 바른정당 12석 정의당 6석 민중당 2석 대한애국당 1석 무소속 2석                                                                               |
| 2017년 11월 9일  | 강길부 | 무소속 → 자유한국당            | 울산 울주군                             | 자유한국당 복당                                                                                            | ±8          | 더불어민주당 121석 자유한국당 115석 국민의당 40석 바른정당 12석 정의당 6석 민중당 2석 대한애국당 1석 무소속 2석                                                                               |
| 2017년 11월 9일  | 홍철호 | 무소속 → 자유한국당            | 경기 김포시 을                          | 자유한국당 복당                                                                                            | ±8          | 더불어민주당 121석 자유한국당 115석 국민의당 40석 바른정당 12석 정의당 6석 민중당 2석 대한애국당 1석 무소속 2석                                                                               |
| 2017년 11월 9일  | 김영우 | 무소속 → 자유한국당            | 경기 포천시·가평군                      | 자유한국당 복당                                                                                            | ±8          | 더불어민주당 121석 자유한국당 115석 국민의당 40석 바른정당 12석 정의당 6석 민중당 2석 대한애국당 1석 무소속 2석                                                                               |
| 2017년 11월 9일  | 황영철 | 무소속 → 자유한국당            | 강원 홍천군·철원군·화천군·양구군·인제군 | 자유한국당 복당                                                                                            | ±8          | 더불어민주당 121석 자유한국당 115석 국민의당 40석 바른정당 12석 정의당 6석 민중당 2석 대한애국당 1석 무소속 2석                                                                               |
| 2017년 11월 13일 | 주호영 | 바른정당 → 무소속              | 대구 수성구 을                          | 바른정당 탈당                                                                                              | ±1          | 더불어민주당 121석 자유한국당 115석 국민의당 40석 바른정당 11석 정의당 6석 민중당 2석 대한애국당 1석 무소속 3석                                                                               |
| 2017년 11월 14일 | 주호영 | 무소속 → 자유한국당            | 대구 수성구 을                          | 자유한국당 복당                                                                                            | ±1          | 더불어민주당 121석 자유한국당 116석 국민의당 40석 바른정당 11석 정의당 6석 민중당 2석 대한애국당 1석 무소속 2석                                                                               |
| 2017년 12월 5일  | 최명길 | 국민의당                       | 서울 송파구 을                          | 공직선거법 위반으로 의원직 상실                                                                            | -1          | 더불어민주당 121석 자유한국당 116석 국민의당 39석 바른정당 11석 정의당 6석 민중당 2석 대한애국당 1석 무소속 2석                                                                               |
| 2017년 12월 22일 | 윤종오 | 민중당                         | 울산 북구                               | 공직선거법 위반으로 의원직 상실                                                                            | -1          | 더불어민주당 121석 자유한국당 116석 국민의당 39석 바른정당 11석 정의당 6석 대한애국당 1석 민중당 1석 무소속 2석                                                                               |
| 2018년 1월 9일   | 김세연 | 바른정당 → 자유한국당          | 부산 금정구                             | 당적 변경                                                                                                  | ±1          | 더불어민주당 121석 자유한국당 117석 국민의당 39석 바른정당 10석 정의당 6석 대한애국당 1석 민중당 1석 무소속 2석                                                                               |
| 2018년 1월 16일  | 박인숙 | 바른정당 → 자유한국당          | 서울 송파구 갑                          | 당적 변경                                                                                                  | ±1          | 더불어민주당 121석 자유한국당 118석 국민의당 39석 바른정당 9석 정의당 6석 대한애국당 1석 민중당 1석 무소속 2석                                                                                |
| 2018년 1월 29일  | 배덕광 | 자유한국당                     | 부산 해운대구 을                        | 사퇴 | -1          | 더불어민주당 121석 자유한국당 117석 국민의당 39석 바른정당 9석 정의당 6석 대한애국당 1석 민중당 1석 무소속 2석                                                                                |
| 2018년 2월 1일   | 이용주 | 국민의당 → 무소속              | 전남 여수시 갑                          | 국민의당 탈당                                                                                              | ±1          | 더불어민주당 121석 자유한국당 117석 국민의당 38석 바른정당 9석 정의당 6석 대한애국당 1석 민중당 1석 무소속 3석                                                                                |
| 2018년 2월 4일   | 김경진 | 국민의당 → 무소속              | 광주 북구 갑                            | 국민의당 탈당                                                                                              | ±7          | 더불어민주당 121석 자유한국당 117석 국민의당 31석 바른정당 9석 정의당 6석 대한애국당 1석 민중당 1석 무소속 10석                                                                               |
| 2018년 2월 4일   | 김광수 | 국민의당 → 무소속              | 전북 전주시 갑                          | 국민의당 탈당                                                                                              | ±7          | 더불어민주당 121석 자유한국당 117석 국민의당 31석 바른정당 9석 정의당 6석 대한애국당 1석 민중당 1석 무소속 10석                                                                               |
| 2018년 2월 4일   | 유성엽 | 국민의당 → 무소속              | 전북 정읍시·고창군                      | 국민의당 탈당                                                                                              | ±7          | 더불어민주당 121석 자유한국당 117석 국민의당 31석 바른정당 9석 정의당 6석 대한애국당 1석 민중당 1석 무소속 10석                                                                               |
| 2018년 2월 4일   | 김종회 | 국민의당 → 무소속              | 전북 김제시·부안군                      | 국민의당 탈당                                                                                              | ±7          | 더불어민주당 121석 자유한국당 117석 국민의당 31석 바른정당 9석 정의당 6석 대한애국당 1석 민중당 1석 무소속 10석                                                                               |
| 2018년 2월 4일   | 박지원 | 국민의당 → 무소속              | 전남 목포시                             | 국민의당 탈당                                                                                              | ±7          | 더불어민주당 121석 자유한국당 117석 국민의당 31석 바른정당 9석 정의당 6석 대한애국당 1석 민중당 1석 무소속 10석                                                                               |
| 2018년 2월 4일   | 윤영일 | 국민의당 → 무소속              | 전남 해남군·완도군·진도군               | 국민의당 탈당                                                                                              | ±7          | 더불어민주당 121석 자유한국당 117석 국민의당 31석 바른정당 9석 정의당 6석 대한애국당 1석 민중당 1석 무소속 10석                                                                               |
| 2018년 2월 4일   | 박준영 | 국민의당 → 무소속              | 전남 영암군·무안군·신안군               | 국민의당 탈당                                                                                              | ±7          | 더불어민주당 121석 자유한국당 117석 국민의당 31석 바른정당 9석 정의당 6석 대한애국당 1석 민중당 1석 무소속 10석                                                                               |
| 2018년 2월 5일   | 장병완 | 국민의당 → 무소속              | 광주 동구·남구 갑                       | 국민의당 탈당                                                                                              | ±7          | 더불어민주당 121석 자유한국당 117석 국민의당 24석 바른정당 9석 정의당 6석 대한애국당 1석 민중당 1석 무소속 17석                                                                               |
| 2018년 2월 5일   | 천정배 | 국민의당 → 무소속              | 광주 서구 을                            | 국민의당 탈당                                                                                              | ±7          | 더불어민주당 121석 자유한국당 117석 국민의당 24석 바른정당 9석 정의당 6석 대한애국당 1석 민중당 1석 무소속 17석                                                                               |
| 2018년 2월 5일   | 최경환 | 국민의당 → 무소속              | 광주 북구 을                            | 국민의당 탈당                                                                                              | ±7          | 더불어민주당 121석 자유한국당 117석 국민의당 24석 바른정당 9석 정의당 6석 대한애국당 1석 민중당 1석 무소속 17석                                                                               |
| 2018년 2월 5일   | 정동영 | 국민의당 → 무소속              | 전북 전주시 병                          | 국민의당 탈당                                                                                              | ±7          | 더불어민주당 121석 자유한국당 117석 국민의당 24석 바른정당 9석 정의당 6석 대한애국당 1석 민중당 1석 무소속 17석                                                                               |
| 2018년 2월 5일   | 조배숙 | 국민의당 → 무소속              | 전북 익산시 을                          | 국민의당 탈당                                                                                              | ±7          | 더불어민주당 121석 자유한국당 117석 국민의당 24석 바른정당 9석 정의당 6석 대한애국당 1석 민중당 1석 무소속 17석                                                                               |
| 2018년 2월 5일   | 정인화 | 국민의당 → 무소속              | 전남 광양시·곡성군·구례군               | 국민의당 탈당                                                                                              | ±7          | 더불어민주당 121석 자유한국당 117석 국민의당 24석 바른정당 9석 정의당 6석 대한애국당 1석 민중당 1석 무소속 17석                                                                               |
| 2018년 2월 5일   | 황주홍 | 국민의당 → 무소속              | 전남 고흥군·보성군·장흥군·강진군        | 국민의당 탈당                                                                                              | ±7          | 더불어민주당 121석 자유한국당 117석 국민의당 24석 바른정당 9석 정의당 6석 대한애국당 1석 민중당 1석 무소속 17석                                                                               |
| 2018년 2월 6일   | 장병완 | 무소속 → 민주평화당            | 광주 동구·남구 갑                       | 민주평화당 창당                                                                                            | ±15         | 더불어민주당 121석 자유한국당 117석 국민의당 24석 민주평화당 15석 바른정당 9석 정의당 6석 대한애국당 1석 민중당 1석 무소속 2석                                                                |
| 2018년 2월 6일   | 천정배 | 무소속 → 민주평화당            | 광주 서구 을                            | 민주평화당 창당                                                                                            | ±15         | 더불어민주당 121석 자유한국당 117석 국민의당 24석 민주평화당 15석 바른정당 9석 정의당 6석 대한애국당 1석 민중당 1석 무소속 2석                                                                |
| 2018년 2월 6일   | 김경진 | 무소속 → 민주평화당            | 광주 북구 갑                            | 민주평화당 창당                                                                                            | ±15         | 더불어민주당 121석 자유한국당 117석 국민의당 24석 민주평화당 15석 바른정당 9석 정의당 6석 대한애국당 1석 민중당 1석 무소속 2석                                                                |
| 2018년 2월 6일   | 최경환 | 무소속 → 민주평화당            | 광주 북구 을                            | 민주평화당 창당                                                                                            | ±15         | 더불어민주당 121석 자유한국당 117석 국민의당 24석 민주평화당 15석 바른정당 9석 정의당 6석 대한애국당 1석 민중당 1석 무소속 2석                                                                |
| 2018년 2월 6일   | 김광수 | 무소속 → 민주평화당            | 전북 전주시 갑                          | 민주평화당 창당                                                                                            | ±15         | 더불어민주당 121석 자유한국당 117석 국민의당 24석 민주평화당 15석 바른정당 9석 정의당 6석 대한애국당 1석 민중당 1석 무소속 2석                                                                |
| 2018년 2월 6일   | 정동영 | 무소속 → 민주평화당            | 전북 전주시 병                          | 민주평화당 창당                                                                                            | ±15         | 더불어민주당 121석 자유한국당 117석 국민의당 24석 민주평화당 15석 바른정당 9석 정의당 6석 대한애국당 1석 민중당 1석 무소속 2석                                                                |
| 2018년 2월 6일   | 조배숙 | 무소속 → 민주평화당            | 전북 익산시 을                          | 민주평화당 창당                                                                                            | ±15         | 더불어민주당 121석 자유한국당 117석 국민의당 24석 민주평화당 15석 바른정당 9석 정의당 6석 대한애국당 1석 민중당 1석 무소속 2석                                                                |
| 2018년 2월 6일   | 유성엽 | 무소속 → 민주평화당            | 전북 정읍시·고창군                      | 민주평화당 창당                                                                                            | ±15         | 더불어민주당 121석 자유한국당 117석 국민의당 24석 민주평화당 15석 바른정당 9석 정의당 6석 대한애국당 1석 민중당 1석 무소속 2석                                                                |
| 2018년 2월 6일   | 김종회 | 무소속 → 민주평화당            | 전북 김제시·부안군                      | 민주평화당 창당                                                                                            | ±15         | 더불어민주당 121석 자유한국당 117석 국민의당 24석 민주평화당 15석 바른정당 9석 정의당 6석 대한애국당 1석 민중당 1석 무소속 2석                                                                |
| 2018년 2월 6일   | 박지원 | 무소속 → 민주평화당            | 전남 목포시                             | 민주평화당 창당                                                                                            | ±15         | 더불어민주당 121석 자유한국당 117석 국민의당 24석 민주평화당 15석 바른정당 9석 정의당 6석 대한애국당 1석 민중당 1석 무소속 2석                                                                |
| 2018년 2월 6일   | 이용주 | 무소속 → 민주평화당            | 전남 여수시 갑                          | 민주평화당 창당                                                                                            | ±15         | 더불어민주당 121석 자유한국당 117석 국민의당 24석 민주평화당 15석 바른정당 9석 정의당 6석 대한애국당 1석 민중당 1석 무소속 2석                                                                |
| 2018년 2월 6일   | 정인화 | 무소속 → 민주평화당            | 전남 광양시·곡성군·구례군               | 민주평화당 창당                                                                                            | ±15         | 더불어민주당 121석 자유한국당 117석 국민의당 24석 민주평화당 15석 바른정당 9석 정의당 6석 대한애국당 1석 민중당 1석 무소속 2석                                                                |
| 2018년 2월 6일   | 황주홍 | 무소속 → 민주평화당            | 전남 고흥군·보성군·장흥군·강진군        | 민주평화당 창당                                                                                            | ±15         | 더불어민주당 121석 자유한국당 117석 국민의당 24석 민주평화당 15석 바른정당 9석 정의당 6석 대한애국당 1석 민중당 1석 무소속 2석                                                                |
| 2018년 2월 6일   | 윤영일 | 무소속 → 민주평화당            | 전남 해남군·완도군·진도군               | 민주평화당 창당                                                                                            | ±15         | 더불어민주당 121석 자유한국당 117석 국민의당 24석 민주평화당 15석 바른정당 9석 정의당 6석 대한애국당 1석 민중당 1석 무소속 2석                                                                |
| 2018년 2월 6일   | 박준영 | 무소속 → 민주평화당            | 전남 영암군·무안군·신안군               | 민주평화당 창당                                                                                            | ±15         | 더불어민주당 121석 자유한국당 117석 국민의당 24석 민주평화당 15석 바른정당 9석 정의당 6석 대한애국당 1석 민중당 1석 무소속 2석                                                                |
| 2018년 2월 7일   | 손금주 | 국민의당 → 무소속              | 전남 나주시·화순군                      | 국민의당 탈당                                                                                              | ±1          | 더불어민주당 121석 자유한국당 117석 국민의당 23석 민주평화당 15석 바른정당 9석 정의당 6석 대한애국당 1석 민중당 1석 무소속 3석                                                                |
| 2018년 2월 8일   | 송기석 | 국민의당                       | 광주 서구 갑                            | 공직선거법과 정치자금법 위반으로 의원직 상실                                                               | -2          | 더불어민주당 121석 자유한국당 117석 국민의당 22석 민주평화당 14석 바른정당 9석 정의당 6석 대한애국당 1석 민중당 1석 무소속 3석                                                                |
| 2018년 2월 8일   | 박준영 | 민주평화당                     | 전남 영암군·무안군·신안군               | 공직선거법과 정치자금법 위반으로 의원직 상실                                                               | -2          | 더불어민주당 121석 자유한국당 117석 국민의당 22석 민주평화당 14석 바른정당 9석 정의당 6석 대한애국당 1석 민중당 1석 무소속 3석                                                                |
| 2018년 2월 11일  | 이용호 | 국민의당 → 무소속              | 전북 남원시·임실군·순창군               | 국민의당 탈당                                                                                              | ±1          | 더불어민주당 121석 자유한국당 117석 국민의당 21석 민주평화당 14석 바른정당 9석 정의당 6석 대한애국당 1석 민중당 1석 무소속 4석                                                                |
| 2018년 2월 13일  | 박찬우 | 자유한국당                     | 충남 천안시 갑                          | 공직선거법 위반으로 의원직 상실                                                                            | -1          | 더불어민주당 121석 자유한국당 116석 바른미래당 30석 민주평화당 14석 정의당 6석 대한애국당 1석 민중당 1석 무소속 4석                                                                           |
| 2018년 2월 13일  |        | 국민의당 → 바른미래당          | 지역구 8석 및 비례대표 13석             | 국민의당과 바른정당의 통합                                                                                 | ±21         | 더불어민주당 121석 자유한국당 116석 바른미래당 30석 민주평화당 14석 정의당 6석 대한애국당 1석 민중당 1석 무소속 4석                                                                           |
| 2018년 2월 13일  |        | 바른정당 → 바른미래당          | 지역구 9석                              | 국민의당과 바른정당의 통합                                                                                 | ±9          | 더불어민주당 121석 자유한국당 116석 바른미래당 30석 민주평화당 14석 정의당 6석 대한애국당 1석 민중당 1석 무소속 4석                                                                           |
| 2018년 5월 6일   | 강길부 | 자유한국당 → 무소속            | 울산 울주군                             | 자유한국당 탈당                                                                                            | ±1          | 더불어민주당 121석 자유한국당 115석 바른미래당 30석 민주평화당 14석 정의당 6석 대한애국당 1석 민중당 1석 무소속 5석                                                                           |
| 2018년 5월 11일  | 권석창 | 자유한국당                     | 충북 제천시·단양군                      | 당선무효                                                                                                   | -1          | 더불어민주당 121석 자유한국당 114석 바른미래당 30석 민주평화당 14석 정의당 6석 대한애국당 1석 민중당 1석 무소속 5석                                                                           |
| 2018년 5월 14일  | 박남춘 | 더불어민주당                   | 인천 남동구 갑                          | 인천시장 출마를 위해 의원직 사퇴                                                                           | -3          | 더불어민주당 118석 자유한국당 113석 바른미래당 30석 민주평화당 14석 정의당 6석 대한애국당 1석 민중당 1석 무소속 5석                                                                           |
| 2018년 5월 14일  | 양승조 | 더불어민주당                   | 충남 천안시 병                          | 충남지사 출마를 위해 의원직 사퇴                                                                           | -3          | 더불어민주당 118석 자유한국당 113석 바른미래당 30석 민주평화당 14석 정의당 6석 대한애국당 1석 민중당 1석 무소속 5석                                                                           |
| 2018년 5월 14일  | 김경수 | 더불어민주당                   | 경남 김해시 을                          | 경남지사 출마를 위해 의원직 사퇴                                                                           | -3          | 더불어민주당 118석 자유한국당 113석 바른미래당 30석 민주평화당 14석 정의당 6석 대한애국당 1석 민중당 1석 무소속 5석                                                                           |
| 2018년 5월 14일  | 이철우 | 자유한국당                     | 경북 김천시                             | 경북지사 출마를 위해 의원직 사퇴                                                                           | -1          | 더불어민주당 118석 자유한국당 113석 바른미래당 30석 민주평화당 14석 정의당 6석 대한애국당 1석 민중당 1석 무소속 5석                                                                           |
| 2018년 6월 1일   | 정세균 | 무소속 → 더불어민주당          | 서울 종로구                             | 국회의장 임기 만료로 더불어민주당 복당                                                                     | ±1          | 더불어민주당 119석 자유한국당 113석 바른미래당 30석 민주평화당 14석 정의당 6석 대한애국당 1석 민중당 1석 무소속 4석                                                                           |
| 2018년 6월 10일  | 정태옥 | 자유한국당 → 무소속            | 대구 북구 갑                            | 특정지역 비하로 자유한국당 탈당                                                                            | ±1          | 더불어민주당 119석 자유한국당 112석 바른미래당 30석 민주평화당 14석 정의당 6석 대한애국당 1석 민중당 1석 무소속 5석                                                                           |
| 2018년 6월 14일  | 김성환 | 더불어민주당                   | 서울 노원구 병                          | 6.13 재보궐선거 당선                                                                                       | +11         | 더불어민주당 130석 자유한국당 113석 바른미래당 30석 민주평화당 14석 정의당 6석 대한애국당 1석 민중당 1석 무소속 5석                                                                           |
| 2018년 6월 14일  | 최재성 | 더불어민주당                   | 서울 송파구 을                          | 6.13 재보궐선거 당선                                                                                       | +11         | 더불어민주당 130석 자유한국당 113석 바른미래당 30석 민주평화당 14석 정의당 6석 대한애국당 1석 민중당 1석 무소속 5석                                                                           |
| 2018년 6월 14일  | 윤준호 | 더불어민주당                   | 부산 해운대구 을                        | 6.13 재보궐선거 당선                                                                                       | +11         | 더불어민주당 130석 자유한국당 113석 바른미래당 30석 민주평화당 14석 정의당 6석 대한애국당 1석 민중당 1석 무소속 5석                                                                           |
| 2018년 6월 14일  | 맹성규 | 더불어민주당                   | 인천 남동구 갑                          | 6.13 재보궐선거 당선                                                                                       | +11         | 더불어민주당 130석 자유한국당 113석 바른미래당 30석 민주평화당 14석 정의당 6석 대한애국당 1석 민중당 1석 무소속 5석                                                                           |
| 2018년 6월 14일  | 송갑석 | 더불어민주당                   | 광주 서구 갑                            | 6.13 재보궐선거 당선                                                                                       | +11         | 더불어민주당 130석 자유한국당 113석 바른미래당 30석 민주평화당 14석 정의당 6석 대한애국당 1석 민중당 1석 무소속 5석                                                                           |
| 2018년 6월 14일  | 이상헌 | 더불어민주당                   | 울산 북구                               | 6.13 재보궐선거 당선                                                                                       | +11         | 더불어민주당 130석 자유한국당 113석 바른미래당 30석 민주평화당 14석 정의당 6석 대한애국당 1석 민중당 1석 무소속 5석                                                                           |
| 2018년 6월 14일  | 이후삼 | 더불어민주당                   | 충북 제천시·단양군                      | 6.13 재보궐선거 당선                                                                                       | +11         | 더불어민주당 130석 자유한국당 113석 바른미래당 30석 민주평화당 14석 정의당 6석 대한애국당 1석 민중당 1석 무소속 5석                                                                           |
| 2018년 6월 14일  | 이규희 | 더불어민주당                   | 충남 천안시 갑                          | 6.13 재보궐선거 당선                                                                                       | +11         | 더불어민주당 130석 자유한국당 113석 바른미래당 30석 민주평화당 14석 정의당 6석 대한애국당 1석 민중당 1석 무소속 5석                                                                           |
| 2018년 6월 14일  | 윤일규 | 더불어민주당                   | 충남 천안시 병                          | 6.13 재보궐선거 당선                                                                                       | +11         | 더불어민주당 130석 자유한국당 113석 바른미래당 30석 민주평화당 14석 정의당 6석 대한애국당 1석 민중당 1석 무소속 5석                                                                           |
| 2018년 6월 14일  | 서삼석 | 더불어민주당                   | 전남 영암군·무안군·신안군               | 6.13 재보궐선거 당선                                                                                       | +11         | 더불어민주당 130석 자유한국당 113석 바른미래당 30석 민주평화당 14석 정의당 6석 대한애국당 1석 민중당 1석 무소속 5석                                                                           |
| 2018년 6월 14일  | 김정호 | 더불어민주당                   | 경남 김해시 을                          | 6.13 재보궐선거 당선                                                                                       | +11         | 더불어민주당 130석 자유한국당 113석 바른미래당 30석 민주평화당 14석 정의당 6석 대한애국당 1석 민중당 1석 무소속 5석                                                                           |
| 2018년 6월 14일  | 송언석 | 자유한국당                     | 경북 김천시                             | 6.13 재보궐선거 당선                                                                                       | +1          | 더불어민주당 130석 자유한국당 113석 바른미래당 30석 민주평화당 14석 정의당 6석 대한애국당 1석 민중당 1석 무소속 5석                                                                           |
| 2018년 6월 20일  | 서청원 | 자유한국당 → 무소속            | 경기 화성시 갑                          | 자유한국당 탈당                                                                                            | ±1          | 더불어민주당 130석 자유한국당 112석 바른미래당 30석 민주평화당 14석 정의당 6석 대한애국당 1석 민중당 1석 무소속 6석                                                                           |
| 2018년 7월 13일  | 문희상 | 더불어민주당 → 무소속          | 경기 의정부시 갑                        | 국회의장 선출로 더불어민주당 탈당                                                                          | ±1          | 더불어민주당 129석 자유한국당 112석 바른미래당 30석 민주평화당 14석 정의당 6석 대한애국당 1석 민중당 1석 무소속 7석                                                                           |
| 2018년 7월 23일  | 노회찬 | 정의당                         | 경남 창원시 성산구                      | 본인 사망으로 인한 당연퇴직                                                                                | -1          | 더불어민주당 129석 자유한국당 112석 바른미래당 30석 민주평화당 14석 정의당 5석 대한애국당 1석 민중당 1석 무소속 7석                                                                           |
| 2018년 10월 1일  | 오세정 | 바른미래당                     | 비례대표                                | 서울대학교 총장 재선거 출마로 의원직 사퇴                                                                  | -1          | 더불어민주당 129석 자유한국당 112석 바른미래당 29석 민주평화당 14석 정의당 5석 대한애국당 1석 민중당 1석 무소속 7석                                                                           |
| 2018년 10월 2일  | 임재훈 | 바른미래당                     | 비례대표                                | 오세정 의원 사퇴로 의원직 승계                                                                             | +1          | 더불어민주당 129석 자유한국당 112석 바른미래당 30석 민주평화당 14석 정의당 5석 대한애국당 1석 민중당 1석 무소속 7석                                                                           |
| 2018년 12월 18일 | 이학재 | 바른미래당 → 자유한국당        | 인천 서구 갑                            | 당적 변경                                                                                                  | ±1          | 더불어민주당 129석 자유한국당 113석 바른미래당 29석 민주평화당 14석 정의당 5석 대한애국당 1석 민중당 1석 무소속 7석                                                                           |
| 2018년 12월 27일 | 이군현 | 자유한국당                     | 경남 통영시·고성군                      | 정치자금법 위반으로 의원직 상실                                                                            | -1          | 더불어민주당 129석 자유한국당 112석 바른미래당 29석 민주평화당 14석 정의당 5석 민중당 1석 대한애국당 1석 무소속 7석                                                                           |
| 2019년 1월 21일  | 손혜원 | 더불어민주당 → 무소속          | 서울 마포구 을                          | 땅 투기 의혹으로 더불어민주당 탈당                                                                         | ±1          | 더불어민주당 128석 자유한국당 112석 바른미래당 29석 민주평화당 14석 정의당 5석 대한애국당 1석 민중당 1석 무소속 8석                                                                           |
| 2019년 1월 22일  | 정태옥 | 무소속 → 자유한국당            | 대구 북구 갑                            | 자유한국당 복당                                                                                            | ±1          | 더불어민주당 128석 자유한국당 113석 바른미래당 29석 민주평화당 14석 정의당 5석 대한애국당 1석 민중당 1석 무소속 7석                                                                           |
| 2019년 4월 3일   | 여영국 | 정의당                         | 경남 창원시 성산구                      | 4.3 보궐선거 당선                                                                                          | +1          | 더불어민주당 128석 자유한국당 114석 바른미래당 29석 민주평화당 14석 정의당 6석 대한애국당 1석 민중당 1석 무소속 7석                                                                           |
| 2019년 4월 3일   | 정점식 | 자유한국당                     | 경남 통영시·고성군                      | 4.3 보궐선거 당선                                                                                          | +1          | 더불어민주당 128석 자유한국당 114석 바른미래당 29석 민주평화당 14석 정의당 6석 대한애국당 1석 민중당 1석 무소속 7석                                                                           |
| 2019년 4월 23일  | 이언주 | 바른미래당 → 무소속            | 경기 광명시 을                          | 바른미래당 탈당                                                                                            | ±1          | 더불어민주당 128석 자유한국당 114석 바른미래당 28석 민주평화당 14석 정의당 6석 대한애국당 1석 민중당 1석 무소속 8석                                                                           |
| 2019년 5월 30일  | 이우현 | 자유한국당                     | 경기 용인시 갑                          | 정치자금법 위반, 뇌물 수수로 의원직 상실                                                                   | -1          | 더불어민주당 128석 자유한국당 113석 바른미래당 28석 민주평화당 14석 정의당 6석 대한애국당 1석 민중당 1석 무소속 8석                                                                           |
| 2019년 6월 13일  | 이완영 | 자유한국당                     | 경북 고령군·성주군·칠곡군               | 정치자금법 위반으로 의원직 상실                                                                            | -1          | 더불어민주당 128석 자유한국당 112석 바른미래당 28석 민주평화당 14석 정의당 6석 대한애국당 1석 민중당 1석 무소속 8석                                                                           |
| 2019년 6월 17일  | 홍문종 | 자유한국당 → 대한애국당        | 경기 의정부시 을                        | 당적 변경                                                                                                  | ±1          | 더불어민주당 128석 자유한국당 111석 바른미래당 28석 민주평화당 14석 정의당 6석 대한애국당 2석 민중당 1석 무소속 8석                                                                           |
| 2019년 6월 24일  |        | 대한애국당 → 우리공화당        |                                         | 당명 변경                                                                                                  |             | 더불어민주당 128석 자유한국당 111석 바른미래당 28석 민주평화당 14석 정의당 6석 우리공화당 2석 민중당 1석 무소속 8석                                                                           |
| 2019년 7월 11일  | 최경환 | 자유한국당                     | 경북 경산시                             | 뇌물수수로 의원직 상실                                                                                     | -1          | 더불어민주당 128석 자유한국당 110석 바른미래당 28석 민주평화당 14석 정의당 6석 우리공화당 2석 민중당 1석 무소속 8석                                                                           |
| 2019년 8월 16일  | 장병완 | 민주평화당 → 무소속            | 광주 동구·남구 갑                       | 민주평화당 탈당                                                                                            | ±10         | 더불어민주당 128석 자유한국당 110석 바른미래당 28석 정의당 6석 민주평화당 4석 우리공화당 2석 민중당 1석 무소속 18석                                                                           |
| 2019년 8월 16일  | 천정배 | 민주평화당 → 무소속            | 광주 서구 을                            | 민주평화당 탈당                                                                                            | ±10         | 더불어민주당 128석 자유한국당 110석 바른미래당 28석 정의당 6석 민주평화당 4석 우리공화당 2석 민중당 1석 무소속 18석                                                                           |
| 2019년 8월 16일  | 김경진 | 민주평화당 → 무소속            | 광주 북구 갑                            | 민주평화당 탈당                                                                                            | ±10         | 더불어민주당 128석 자유한국당 110석 바른미래당 28석 정의당 6석 민주평화당 4석 우리공화당 2석 민중당 1석 무소속 18석                                                                           |
| 2019년 8월 16일  | 최경환 | 민주평화당 → 무소속            | 광주 북구 을                            | 민주평화당 탈당                                                                                            | ±10         | 더불어민주당 128석 자유한국당 110석 바른미래당 28석 정의당 6석 민주평화당 4석 우리공화당 2석 민중당 1석 무소속 18석                                                                           |
| 2019년 8월 16일  | 유성엽 | 민주평화당 → 무소속            | 전북 정읍시·고창군                      | 민주평화당 탈당                                                                                            | ±10         | 더불어민주당 128석 자유한국당 110석 바른미래당 28석 정의당 6석 민주평화당 4석 우리공화당 2석 민중당 1석 무소속 18석                                                                           |
| 2019년 8월 16일  | 김종회 | 민주평화당 → 무소속            | 전북 김제시·부안군                      | 민주평화당 탈당                                                                                            | ±10         | 더불어민주당 128석 자유한국당 110석 바른미래당 28석 정의당 6석 민주평화당 4석 우리공화당 2석 민중당 1석 무소속 18석                                                                           |
| 2019년 8월 16일  | 박지원 | 민주평화당 → 무소속            | 전남 목포시                             | 민주평화당 탈당                                                                                            | ±10         | 더불어민주당 128석 자유한국당 110석 바른미래당 28석 정의당 6석 민주평화당 4석 우리공화당 2석 민중당 1석 무소속 18석                                                                           |
| 2019년 8월 16일  | 이용주 | 민주평화당 → 무소속            | 전남 여수시 갑                          | 민주평화당 탈당                                                                                            | ±10         | 더불어민주당 128석 자유한국당 110석 바른미래당 28석 정의당 6석 민주평화당 4석 우리공화당 2석 민중당 1석 무소속 18석                                                                           |
| 2019년 8월 16일  | 정인화 | 민주평화당 → 무소속            | 전남 광양시·곡성군·구례군               | 민주평화당 탈당                                                                                            | ±10         | 더불어민주당 128석 자유한국당 110석 바른미래당 28석 정의당 6석 민주평화당 4석 우리공화당 2석 민중당 1석 무소속 18석                                                                           |
| 2019년 8월 16일  | 윤영일 | 민주평화당 → 무소속            | 전남 해남군·완도군·진도군               | 민주평화당 탈당                                                                                            | ±10         | 더불어민주당 128석 자유한국당 110석 바른미래당 28석 정의당 6석 민주평화당 4석 우리공화당 2석 민중당 1석 무소속 18석                                                                           |
| 2019년 10월 10일 | 이수혁 | 더불어민주당                   | 비례대표                                | 주미대사 임명으로 의원직 사퇴                                                                              | -1          | 더불어민주당 127석 자유한국당 110석 바른미래당 28석 정의당 6석 민주평화당 4석 우리공화당 2석 민중당 1석 무소속 18석                                                                           |
| 2019년 10월 11일 | 정은혜 | 더불어민주당                   | 비례대표                                | 이수혁 의원 사퇴로 의원직 승계                                                                             | +1          | 더불어민주당 128석 자유한국당 110석 바른미래당 28석 정의당 6석 민주평화당 4석 우리공화당 2석 민중당 1석 무소속 18석                                                                           |
| 2019년 10월 31일 | 황영철 | 자유한국당                     | 강원 홍천군·철원군·화천군·양구군·인제군 | 정치자금법 위반으로 의원직 상실                                                                            | -1          | 더불어민주당 128석 자유한국당 109석 바른미래당 28석 정의당 6석 민주평화당 4석 우리공화당 2석 민중당 1석 무소속 18석                                                                           |
| 2019년 11월 15일 | 엄용수 | 자유한국당                     | 경남 밀양시·의령군·함안군·창녕군        | 정치자금법 위반으로 의원직 상실                                                                            | -1          | 더불어민주당 129석 자유한국당 108석 바른미래당 28석 정의당 6석 민주평화당 4석 우리공화당 2석 민중당 1석 무소속 17석                                                                           |
| 2019년 11월 15일 | 손금주 | 무소속 → 더불어민주당          | 전남 나주시·화순군                      | 더불어민주당 입당                                                                                          | ±1          | 더불어민주당 129석 자유한국당 108석 바른미래당 28석 정의당 6석 민주평화당 4석 우리공화당 2석 민중당 1석 무소속 17석                                                                           |
| 2020년 1월 3일   | 지상욱 | 바른미래당 → 새로운보수당      | 서울 중구·성동구 을                     | 바른미래당 탈당 후 새로운보수당 창당                                                                       | ±8          | 더불어민주당 129석 자유한국당 108석 바른미래당 20석 새로운보수당 8석 정의당 6석 민주평화당 4석 우리공화당 2석 민중당 1석 무소속 17석                                                          |
| 2020년 1월 3일   | 오신환 | 바른미래당 → 새로운보수당      | 서울 관악구 을                          | 바른미래당 탈당 후 새로운보수당 창당                                                                       | ±8          | 더불어민주당 129석 자유한국당 108석 바른미래당 20석 새로운보수당 8석 정의당 6석 민주평화당 4석 우리공화당 2석 민중당 1석 무소속 17석                                                          |
| 2020년 1월 3일   | 이혜훈 | 바른미래당 → 새로운보수당      | 서울 서초구 갑                          | 바른미래당 탈당 후 새로운보수당 창당                                                                       | ±8          | 더불어민주당 129석 자유한국당 108석 바른미래당 20석 새로운보수당 8석 정의당 6석 민주평화당 4석 우리공화당 2석 민중당 1석 무소속 17석                                                          |
| 2020년 1월 3일   | 하태경 | 바른미래당 → 새로운보수당      | 부산 해운대구 갑                        | 바른미래당 탈당 후 새로운보수당 창당                                                                       | ±8          | 더불어민주당 129석 자유한국당 108석 바른미래당 20석 새로운보수당 8석 정의당 6석 민주평화당 4석 우리공화당 2석 민중당 1석 무소속 17석                                                          |
| 2020년 1월 3일   | 유승민 | 바른미래당 → 새로운보수당      | 대구 동구 을                            | 바른미래당 탈당 후 새로운보수당 창당                                                                       | ±8          | 더불어민주당 129석 자유한국당 108석 바른미래당 20석 새로운보수당 8석 정의당 6석 민주평화당 4석 우리공화당 2석 민중당 1석 무소속 17석                                                          |
| 2020년 1월 3일   | 유의동 | 바른미래당 → 새로운보수당      | 경기 평택시 을                          | 바른미래당 탈당 후 새로운보수당 창당                                                                       | ±8          | 더불어민주당 129석 자유한국당 108석 바른미래당 20석 새로운보수당 8석 정의당 6석 민주평화당 4석 우리공화당 2석 민중당 1석 무소속 17석                                                          |
| 2020년 1월 3일   | 정병국 | 바른미래당 → 새로운보수당      | 경기 여주시·양평군                      | 바른미래당 탈당 후 새로운보수당 창당                                                                       | ±8          | 더불어민주당 129석 자유한국당 108석 바른미래당 20석 새로운보수당 8석 정의당 6석 민주평화당 4석 우리공화당 2석 민중당 1석 무소속 17석                                                          |
| 2020년 1월 3일   | 정운천 | 바른미래당 → 새로운보수당      | 전북 전주시 을                          | 바른미래당 탈당 후 새로운보수당 창당                                                                       | ±8          | 더불어민주당 129석 자유한국당 108석 바른미래당 20석 새로운보수당 8석 정의당 6석 민주평화당 4석 우리공화당 2석 민중당 1석 무소속 17석                                                          |
| 2020년 1월 12일  | 장병완 | 무소속 → 대안신당              | 광주 동구·남구 갑                       | 대안신당 창당                                                                                              | ±7          | 더불어민주당 129석 자유한국당 108석 바른미래당 20석 새로운보수당 8석 대안신당 7석 정의당 6석 민주평화당 4석 우리공화당 2석 민중당 1석 무소속 10석                                             |
| 2020년 1월 12일  | 천정배 | 무소속 → 대안신당              | 광주 서구 을                            | 대안신당 창당                                                                                              | ±7          | 더불어민주당 129석 자유한국당 108석 바른미래당 20석 새로운보수당 8석 대안신당 7석 정의당 6석 민주평화당 4석 우리공화당 2석 민중당 1석 무소속 10석                                             |
| 2020년 1월 12일  | 최경환 | 무소속 → 대안신당              | 광주 북구 을                            | 대안신당 창당                                                                                              | ±7          | 더불어민주당 129석 자유한국당 108석 바른미래당 20석 새로운보수당 8석 대안신당 7석 정의당 6석 민주평화당 4석 우리공화당 2석 민중당 1석 무소속 10석                                             |
| 2020년 1월 12일  | 유성엽 | 무소속 → 대안신당              | 전북 정읍시·고창군                      | 대안신당 창당                                                                                              | ±7          | 더불어민주당 129석 자유한국당 108석 바른미래당 20석 새로운보수당 8석 대안신당 7석 정의당 6석 민주평화당 4석 우리공화당 2석 민중당 1석 무소속 10석                                             |
| 2020년 1월 12일  | 김종회 | 무소속 → 대안신당              | 전북 김제시·부안군                      | 대안신당 창당                                                                                              | ±7          | 더불어민주당 129석 자유한국당 108석 바른미래당 20석 새로운보수당 8석 대안신당 7석 정의당 6석 민주평화당 4석 우리공화당 2석 민중당 1석 무소속 10석                                             |
| 2020년 1월 12일  | 박지원 | 무소속 → 대안신당              | 전남 목포시                             | 대안신당 창당                                                                                              | ±7          | 더불어민주당 129석 자유한국당 108석 바른미래당 20석 새로운보수당 8석 대안신당 7석 정의당 6석 민주평화당 4석 우리공화당 2석 민중당 1석 무소속 10석                                             |
| 2020년 1월 12일  | 윤영일 | 무소속 → 대안신당              | 전남 해남군·완도군·진도군               | 대안신당 창당                                                                                              | ±7          | 더불어민주당 129석 자유한국당 108석 바른미래당 20석 새로운보수당 8석 대안신당 7석 정의당 6석 민주평화당 4석 우리공화당 2석 민중당 1석 무소속 10석                                             |
| 2020년 1월 19일  | 이언주 | 무소속 → 미래를향한전진4.0     | 경기 광명시 을                          | 미래를향한전진4.0 창당                                                                                     | ±1          | 더불어민주당 129석 자유한국당 108석 바른미래당 20석 새로운보수당 8석 대안신당 7석 정의당 6석 민주평화당 4석 우리공화당 2석 미래를향한전진4.0 1석 민중당 1석 무소속 9석                        |
| 2020년 1월 30일  | 김성수 | 더불어민주당                   | 비례대표                                | 국무총리비서실장 임명으로 의원직 사퇴                                                                      | -1          | 더불어민주당 129석 자유한국당 108석 바른미래당 20석 새로운보수당 8석 대안신당 7석 정의당 6석 민주평화당 4석 우리공화당 2석 미래를향한전진4.0 1석 민중당 1석 무소속 9석                        |
| 2020년 1월 31일  | 허윤정 | 더불어민주당                   | 비례대표                                | 김성수 의원 사퇴로 의원직 승계                                                                             | +1          | 더불어민주당 129석 자유한국당 108석 바른미래당 20석 새로운보수당 8석 대안신당 7석 정의당 6석 민주평화당 4석 우리공화당 2석 미래를향한전진4.0 1석 민중당 1석 무소속 9석                        |
| 2020년 2월 4일   | 이찬열 | 바른미래당 → 무소속            | 경기 수원시 갑                          | 바른미래당 탈당 바른미래당 원내 교섭단체 지위 상실 원내 교섭단체 양당체제 전환                             | ±1          | 더불어민주당 129석 자유한국당 108석 바른미래당 19석 새로운보수당 8석 대안신당 7석 정의당 6석 민주평화당 4석 우리공화당 2석 미래를향한전진4.0 1석 민중당 1석 무소속 10석                       |
| 2020년 2월 5일   | 한선교 | 자유한국당 → 미래한국당        | 경기 용인시 병                          | 자유한국당 탈당 미래한국당 창당                                                                            | ±1          | 더불어민주당 129석 자유한국당 107석 바른미래당 19석 새로운보수당 8석 대안신당 7석 정의당 6석 민주평화당 4석 우리공화당 2석 미래를향한전진4.0 1석 미래한국당 1석 민중당 1석 무소속 10석        |
| 2020년 2월 6일   | 조훈현 | 자유한국당 → 미래한국당        | 비례대표                                | 위성정당 이적을 위한 자유한국당 제명                                                                       | ±1          | 더불어민주당 129석 자유한국당 107석 바른미래당 17석 새로운보수당 8석 대안신당 7석 정의당 6석 민주평화당 4석 미래한국당 2석 우리공화당 2석 미래를향한전진4.0 1석 민중당 1석 무소속 11석        |
| 2020년 2월 6일   | 이찬열 | 무소속 → 자유한국당            | 경기 수원시 갑                          | 자유한국당 입당                                                                                            | ±1          | 더불어민주당 129석 자유한국당 107석 바른미래당 17석 새로운보수당 8석 대안신당 7석 정의당 6석 민주평화당 4석 미래한국당 2석 우리공화당 2석 미래를향한전진4.0 1석 민중당 1석 무소속 11석        |
| 2020년 2월 6일   | 김성식 | 바른미래당 → 무소속            | 서울 관악구 갑                          | 바른미래당 탈당                                                                                            | ±2          | 더불어민주당 129석 자유한국당 107석 바른미래당 17석 새로운보수당 8석 대안신당 7석 정의당 6석 민주평화당 4석 미래한국당 2석 우리공화당 2석 미래를향한전진4.0 1석 민중당 1석 무소속 11석        |
| 2020년 2월 6일   | 김관영 | 바른미래당 → 무소속            | 전북 군산시                             | 바른미래당 탈당                                                                                            | ±2          | 더불어민주당 129석 자유한국당 107석 바른미래당 17석 새로운보수당 8석 대안신당 7석 정의당 6석 민주평화당 4석 미래한국당 2석 우리공화당 2석 미래를향한전진4.0 1석 민중당 1석 무소속 11석        |
| 2020년 2월 10일  | 홍문종 | 우리공화당 → 무소속            | 경기 의정부시 을                        | 우리공화당 제명                                                                                            | ±1          | 더불어민주당 129석 자유한국당 107석 바른미래당 17석 새로운보수당 8석 대안신당 7석 정의당 6석 민주평화당 4석 미래한국당 2석 미래를향한전진4.0 1석 민중당 1석 우리공화당 1석 무소속 12석        |
| 2020년 2월 13일  | 김성찬 | 자유한국당 → 미래한국당        | 경남 창원시 진해구                      | 당적 변경                                                                                                  | ±2          | 더불어민주당 129석 자유한국당 105석 바른미래당 17석 새로운보수당 8석 대안신당 7석 정의당 6석 미래한국당 4석 민주평화당 4석 미래를향한전진4.0 1석 민중당 1석 우리공화당 1석 무소속 12석        |
| 2020년 2월 13일  | 이종명 | 자유한국당 → 미래한국당        | 비례대표                                | 위성정당 이적을 위한 자유한국당 제명                                                                       | ±2          | 더불어민주당 129석 자유한국당 105석 바른미래당 17석 새로운보수당 8석 대안신당 7석 정의당 6석 미래한국당 4석 민주평화당 4석 미래를향한전진4.0 1석 민중당 1석 우리공화당 1석 무소속 12석        |
| 2020년 2월 14일  | 정운천 | 새로운보수당 → 미래한국당      | 전북 전주시 을                          | 당적 변경                                                                                                  | ±1          | 더불어민주당 129석 자유한국당 105석 바른미래당 17석 대안신당 7석 새로운보수당 7석 정의당 6석 미래한국당 5석 민주평화당 4석 미래를향한전진4.0 1석 민중당 1석 우리공화당 1석 무소속 12석        |
| 2020년 2월 17일  |        | 자유한국당 → 미래통합당        | 지역구 90석 및 비례대표 15석            | 자유한국당, 새로운보수당, 미래를향한전진4.0 합당                                                           | ±105        | 더불어민주당 129석 미래통합당 113석 바른미래당 17석 대안신당 7석 정의당 6석 미래한국당 5석 민주평화당 4석 민중당 1석 우리공화당 1석 무소속 12석                                               |
| 2020년 2월 17일  |        | 새로운보수당 → 미래통합당      | 지역구 7석                              | 자유한국당, 새로운보수당, 미래를향한전진4.0 합당                                                           | ±7          | 더불어민주당 129석 미래통합당 113석 바른미래당 17석 대안신당 7석 정의당 6석 미래한국당 5석 민주평화당 4석 민중당 1석 우리공화당 1석 무소속 12석                                               |
| 2020년 2월 17일  | 이언주 | 미래를향한전진4.0 → 미래통합당 | 경기 광명시 을                          | 자유한국당, 새로운보수당, 미래를향한전진4.0 합당                                                           | ±1          | 더불어민주당 129석 미래통합당 113석 바른미래당 17석 대안신당 7석 정의당 6석 미래한국당 5석 민주평화당 4석 민중당 1석 우리공화당 1석 무소속 12석                                               |
| 2020년 2월 18일  | 신용현 | 바른미래당 → 무소속            | 비례대표                                | 바른미래당 제명                                                                                            | ±7          | 더불어민주당 129석 미래통합당 114석 바른미래당 9석 대안신당 7석 정의당 6석 미래한국당 5석 민주평화당 4석 민중당 1석 우리공화당 1석 무소속 19석                                                |
| 2020년 2월 18일  | 이상돈 | 바른미래당 → 무소속            | 비례대표                                | 바른미래당 제명                                                                                            | ±7          | 더불어민주당 129석 미래통합당 114석 바른미래당 9석 대안신당 7석 정의당 6석 미래한국당 5석 민주평화당 4석 민중당 1석 우리공화당 1석 무소속 19석                                                |
| 2020년 2월 18일  | 김수민 | 바른미래당 → 무소속            | 비례대표                                | 바른미래당 제명                                                                                            | ±7          | 더불어민주당 129석 미래통합당 114석 바른미래당 9석 대안신당 7석 정의당 6석 미래한국당 5석 민주평화당 4석 민중당 1석 우리공화당 1석 무소속 19석                                                |
| 2020년 2월 18일  | 이태규 | 바른미래당 → 무소속            | 비례대표                                | 바른미래당 제명                                                                                            | ±7          | 더불어민주당 129석 미래통합당 114석 바른미래당 9석 대안신당 7석 정의당 6석 미래한국당 5석 민주평화당 4석 민중당 1석 우리공화당 1석 무소속 19석                                                |
| 2020년 2월 18일  | 김삼화 | 바른미래당 → 무소속            | 비례대표                                | 바른미래당 제명                                                                                            | ±7          | 더불어민주당 129석 미래통합당 114석 바른미래당 9석 대안신당 7석 정의당 6석 미래한국당 5석 민주평화당 4석 민중당 1석 우리공화당 1석 무소속 19석                                                |
| 2020년 2월 18일  | 이동섭 | 바른미래당 → 무소속            | 비례대표                                | 바른미래당 제명                                                                                            | ±7          | 더불어민주당 129석 미래통합당 114석 바른미래당 9석 대안신당 7석 정의당 6석 미래한국당 5석 민주평화당 4석 민중당 1석 우리공화당 1석 무소속 19석                                                |
| 2020년 2월 18일  | 임재훈 | 바른미래당 → 무소속            | 비례대표                                | 바른미래당 제명                                                                                            | ±7          | 더불어민주당 129석 미래통합당 114석 바른미래당 9석 대안신당 7석 정의당 6석 미래한국당 5석 민주평화당 4석 민중당 1석 우리공화당 1석 무소속 19석                                                |
| 2020년 2월 18일  | 김중로 | 바른미래당 → 미래통합당        | 비례대표                                | 당적변경                                                                                                   | ±1          | 더불어민주당 129석 미래통합당 114석 바른미래당 9석 대안신당 7석 정의당 6석 미래한국당 5석 민주평화당 4석 민중당 1석 우리공화당 1석 무소속 19석                                                |
| 2020년 2월 21일  | 권은희 | 바른미래당 → 무소속            | 광주 광산구 을                          | 바른미래당 탈당                                                                                            | ±1          | 더불어민주당 129석 미래통합당 115석 바른미래당 8석 대안신당 7석 정의당 6석 미래한국당 5석 민주평화당 4석 민중당 1석 우리공화당 1석 무소속 19석                                                |
| 2020년 2월 21일  | 이동섭 | 무소속 → 미래통합당            | 비례대표                                | 미래통합당 입당                                                                                            | ±1          | 더불어민주당 129석 미래통합당 115석 바른미래당 8석 대안신당 7석 정의당 6석 미래한국당 5석 민주평화당 4석 민중당 1석 우리공화당 1석 무소속 19석                                                |
| 2020년 2월 24일  | 임재훈 | 무소속 → 미래통합당            | 비례대표                                | 미래통합당 입당                                                                                            | ±1          | 더불어민주당 129석 미래통합당 116석 민생당 19석 정의당 6석 미래한국당 5석 민중당 1석 우리공화당 1석 무소속 18석                                                                               |
| 2020년 2월 24일  |        | 바른미래당 → 민생당            | 지역구 3석 및 비례대표 5석              | 바른미래당, 대안신당, 민주평화당 합당                                                                      | ±8          | 더불어민주당 129석 미래통합당 116석 민생당 19석 정의당 6석 미래한국당 5석 민중당 1석 우리공화당 1석 무소속 18석                                                                               |
| 2020년 2월 24일  |        | 대안신당 → 민생당              | 지역구 7석                              | 바른미래당, 대안신당, 민주평화당 합당                                                                      | ±7          | 더불어민주당 129석 미래통합당 116석 민생당 19석 정의당 6석 미래한국당 5석 민중당 1석 우리공화당 1석 무소속 18석                                                                               |
| 2020년 2월 24일  |        | 민주평화당 → 민생당            | 지역구 4석                              | 바른미래당, 대안신당, 민주평화당 합당                                                                      | ±4          | 더불어민주당 129석 미래통합당 116석 민생당 19석 정의당 6석 미래한국당 5석 민중당 1석 우리공화당 1석 무소속 18석                                                                               |
| 2020년 2월 25일  | 홍문종 | 무소속 → 친박신당              | 경기 의정부시 을                        | 친박신당 창당                                                                                              | ±1          | 더불어민주당 129석 미래통합당 116석 민생당 19석 정의당 6석 미래한국당 5석 민중당 1석 우리공화당 1석 친박신당 1석 무소속 17석                                                                  |
| 2020년 2월 27일  | 권은희 | 무소속 → 국민의당              | 광주 광산구 을                          | 국민의당 입당                                                                                              | ±1          | 더불어민주당 129석 미래통합당 116석 민생당 19석 정의당 6석 미래한국당 5석 국민의당 1석 민중당 1석 우리공화당 1석 친박신당 1석 무소속 16석                                                     |
| 2020년 2월 28일  | 신용현 | 무소속 → 미래통합당            | 비례대표                                | 미래통합당 입당                                                                                            | ±3          | 더불어민주당 129석 미래통합당 119석 민생당 19석 정의당 6석 미래한국당 5석 국민의당 1석 민중당 1석 우리공화당 1석 친박신당 1석 무소속 13석                                                     |
| 2020년 2월 28일  | 김수민 | 무소속 → 미래통합당            | 비례대표                                | 미래통합당 입당                                                                                            | ±3          | 더불어민주당 129석 미래통합당 119석 민생당 19석 정의당 6석 미래한국당 5석 국민의당 1석 민중당 1석 우리공화당 1석 친박신당 1석 무소속 13석                                                     |
| 2020년 2월 28일  | 김삼화 | 무소속 → 미래통합당            | 비례대표                                | 미래통합당 입당                                                                                            | ±3          | 더불어민주당 129석 미래통합당 119석 민생당 19석 정의당 6석 미래한국당 5석 국민의당 1석 민중당 1석 우리공화당 1석 친박신당 1석 무소속 13석                                                     |
| 2020년 3월 1일   | 이태규 | 무소속 → 국민의당              | 비례대표                                | 국민의당 입당                                                                                              | ±1          | 더불어민주당 129석 미래통합당 119석 민생당 19석 정의당 6석 미래한국당 5석 국민의당 2석 민중당 1석 우리공화당 1석 친박신당 1석 무소속 12석                                                     |
| 2020년 3월 3일   | 조원진 | 우리공화당 → 자유공화당        | 대구 달서구 병                          | 신설합당                                                                                                   | ±1          | 더불어민주당 129석 미래통합당 119석 민생당 19석 정의당 6석 미래한국당 5석 국민의당 2석 자유공화당 2석 민중당 1석 친박신당 1석 무소속 11석                                                     |
| 2020년 3월 3일   | 서청원 | 무소속 → 자유공화당            | 경기 화성시 갑                          | 자유공화당 입당                                                                                            | ±1          | 더불어민주당 129석 미래통합당 119석 민생당 19석 정의당 6석 미래한국당 5석 국민의당 2석 자유공화당 2석 민중당 1석 친박신당 1석 무소속 11석                                                     |
| 2020년 3월 4일   | 이현재 | 미래통합당 → 무소속            | 경기 하남시                             | 미래통합당 탈당                                                                                            | ±2          | 더불어민주당 129석 미래통합당 117석 민생당 19석 정의당 6석 미래한국당 5석 국민의당 2석 자유공화당 2석 민중당 1석 친박신당 1석 무소속 12석                                                     |
| 2020년 3월 4일   | 윤상현 | 미래통합당 → 무소속            | 인천 남구 을                            | 미래통합당 탈당                                                                                            | ±2          | 더불어민주당 129석 미래통합당 117석 민생당 19석 정의당 6석 미래한국당 5석 국민의당 2석 자유공화당 2석 민중당 1석 친박신당 1석 무소속 12석                                                     |
| 2020년 3월 8일   | 손혜원 | 무소속 → 열린민주당            | 서울 마포구 을                          | 열린민주당 창당                                                                                            | ±1          | 더불어민주당 129석 미래통합당 117석 민생당 19석 정의당 6석 미래한국당 5석 국민의당 2석 자유공화당 2석 민중당 1석 열린민주당 1석 친박신당 1석 무소속 12석                                      |
| 2020년 3월 9일   | 김종회 | 민생당 → 무소속                | 전북 김제시·부안군                      | 민생당 탈당                                                                                                | ±1          | 더불어민주당 129석 미래통합당 117석 민생당 18석 정의당 6석 미래한국당 5석 국민의당 2석 자유공화당 2석 민중당 1석 열린민주당 1석 친박신당 1석 무소속 13석                                      |
| 2020년 3월 12일  | 김기선 | 미래통합당 → 미래한국당        | 강원 원주시 갑                          | 당적 변경                                                                                                  | ±1          | 더불어민주당 129석 미래통합당 116석 민생당 18석 미래한국당 6석 정의당 6석 국민의당 2석 자유공화당 2석 민중당 1석 열린민주당 1석 친박신당 1석 무소속 13석                                      |
| 2020년 3월 13일  | 곽대훈 | 미래통합당 → 무소속            | 대구 달서구 갑                          | 미래통합당 탈당                                                                                            | ±1          | 더불어민주당 129석 미래통합당 115석 민생당 18석 미래한국당 6석 정의당 6석 국민의당 2석 자유공화당 2석 민중당 1석 열린민주당 1석 친박신당 1석 무소속 14석                                      |
| 2020년 3월 16일  | 신용현 | 미래통합당 → 민생당            | 비례대표                                | 2020.2.24. 바른미래당 제명 무효 가처분신청 인용 민생당 원내 교섭단체 지위 획득 원내 교섭단체 3당 체제 재편 | ± 6         | 더불어민주당 129석 미래통합당 108석 민생당 26석 미래한국당 6석 정의당 6석 자유공화당 2석 민중당 1석 국민의당 1석 열린민주당 1석 친박신당 1석 무소속 14석                                      |
| 2020년 3월 16일  | 김수민 | 미래통합당 → 민생당            | 비례대표                                | 2020.2.24. 바른미래당 제명 무효 가처분신청 인용 민생당 원내 교섭단체 지위 획득 원내 교섭단체 3당 체제 재편 | ± 6         | 더불어민주당 129석 미래통합당 108석 민생당 26석 미래한국당 6석 정의당 6석 자유공화당 2석 민중당 1석 국민의당 1석 열린민주당 1석 친박신당 1석 무소속 14석                                      |
| 2020년 3월 16일  | 김삼화 | 미래통합당 → 민생당            | 비례대표                                | 2020.2.24. 바른미래당 제명 무효 가처분신청 인용 민생당 원내 교섭단체 지위 획득 원내 교섭단체 3당 체제 재편 | ± 6         | 더불어민주당 129석 미래통합당 108석 민생당 26석 미래한국당 6석 정의당 6석 자유공화당 2석 민중당 1석 국민의당 1석 열린민주당 1석 친박신당 1석 무소속 14석                                      |
| 2020년 3월 16일  | 김중로 | 미래통합당 → 민생당            | 비례대표                                | 2020.2.24. 바른미래당 제명 무효 가처분신청 인용 민생당 원내 교섭단체 지위 획득 원내 교섭단체 3당 체제 재편 | ± 6         | 더불어민주당 129석 미래통합당 108석 민생당 26석 미래한국당 6석 정의당 6석 자유공화당 2석 민중당 1석 국민의당 1석 열린민주당 1석 친박신당 1석 무소속 14석                                      |
| 2020년 3월 16일  | 이동섭 | 미래통합당 → 민생당            | 비례대표                                | 2020.2.24. 바른미래당 제명 무효 가처분신청 인용 민생당 원내 교섭단체 지위 획득 원내 교섭단체 3당 체제 재편 | ± 6         | 더불어민주당 129석 미래통합당 108석 민생당 26석 미래한국당 6석 정의당 6석 자유공화당 2석 민중당 1석 국민의당 1석 열린민주당 1석 친박신당 1석 무소속 14석                                      |
| 2020년 3월 16일  | 임재훈 | 미래통합당 → 민생당            | 비례대표                                | 2020.2.24. 바른미래당 제명 무효 가처분신청 인용 민생당 원내 교섭단체 지위 획득 원내 교섭단체 3당 체제 재편 | ± 6         | 더불어민주당 129석 미래통합당 108석 민생당 26석 미래한국당 6석 정의당 6석 자유공화당 2석 민중당 1석 국민의당 1석 열린민주당 1석 친박신당 1석 무소속 14석                                      |
| 2020년 3월 16일  | 이태규 | 국민의당 → 민생당              | 비례대표                                | 2020.2.24. 바른미래당 제명 무효 가처분신청 인용 민생당 원내 교섭단체 지위 획득 원내 교섭단체 3당 체제 재편 | ±1          | 더불어민주당 129석 미래통합당 108석 민생당 26석 미래한국당 6석 정의당 6석 자유공화당 2석 민중당 1석 국민의당 1석 열린민주당 1석 친박신당 1석 무소속 14석                                      |
| 2020년 3월 16일  | 이상돈 | 무소속 → 민생당                | 비례대표                                | 2020.2.24. 바른미래당 제명 무효 가처분신청 인용 민생당 원내 교섭단체 지위 획득 원내 교섭단체 3당 체제 재편 | ±1          | 더불어민주당 129석 미래통합당 108석 민생당 26석 미래한국당 6석 정의당 6석 자유공화당 2석 민중당 1석 국민의당 1석 열린민주당 1석 친박신당 1석 무소속 14석                                      |
| 2020년 3월 16일  | 권성동 | 미래통합당 → 무소속            | 강원 강릉시                             | 미래통합당 탈당                                                                                            | ±1          | 더불어민주당 129석 미래통합당 108석 민생당 26석 미래한국당 6석 정의당 6석 자유공화당 2석 민중당 1석 국민의당 1석 열린민주당 1석 친박신당 1석 무소속 14석                                      |
| 2020년 3월 17일  | 이태규 | 민생당                         | 비례대표                                | 민생당 탈당으로 인한 의원직 상실                                                                           | -1          | 더불어민주당 129석 미래통합당 108석 민생당 25석 미래한국당 6석 정의당 6석 자유공화당 2석 민중당 1석 국민의당 1석 열린민주당 1석 친박신당 1석 무소속 14석                                      |
| 2020년 3월 18일  | 정태옥 | 미래통합당 → 무소속            | 대구 북구 갑                            | 미래통합당 탈당                                                                                            | ±1          | 더불어민주당 129석 미래통합당 107석 민생당 25석 미래한국당 6석 정의당 6석 자유공화당 2석 민중당 1석 국민의당 1석 열린민주당 1석 친박신당 1석 무소속 15석                                      |
| 2020년 3월 19일  | 김수민 | 민생당                         | 비례대표                                | 민생당 탈당으로 인한 의원직 상실                                                                           | -4          | 더불어민주당 128석 미래통합당 103석 민생당 21석 미래한국당 10석 정의당 6석 자유공화당 2석 민중당 1석 국민의당 1석 열린민주당 1석 친박신당 1석 무소속 16석                                     |
| 2020년 3월 19일  | 김삼화 | 민생당                         | 비례대표                                | 민생당 탈당으로 인한 의원직 상실                                                                           | -4          | 더불어민주당 128석 미래통합당 103석 민생당 21석 미래한국당 10석 정의당 6석 자유공화당 2석 민중당 1석 국민의당 1석 열린민주당 1석 친박신당 1석 무소속 16석                                     |
| 2020년 3월 19일  | 김중로 | 민생당                         | 비례대표                                | 민생당 탈당으로 인한 의원직 상실                                                                           | -4          | 더불어민주당 128석 미래통합당 103석 민생당 21석 미래한국당 10석 정의당 6석 자유공화당 2석 민중당 1석 국민의당 1석 열린민주당 1석 친박신당 1석 무소속 16석                                     |
| 2020년 3월 19일  | 이동섭 | 민생당                         | 비례대표                                | 민생당 탈당으로 인한 의원직 상실                                                                           | -4          | 더불어민주당 128석 미래통합당 103석 민생당 21석 미래한국당 10석 정의당 6석 자유공화당 2석 민중당 1석 국민의당 1석 열린민주당 1석 친박신당 1석 무소속 16석                                     |
| 2020년 3월 19일  | 정갑윤 | 미래통합당 → 미래한국당        | 울산 중구                               | 당적 변경                                                                                                  | ±4          | 더불어민주당 128석 미래통합당 103석 민생당 21석 미래한국당 10석 정의당 6석 자유공화당 2석 민중당 1석 국민의당 1석 열린민주당 1석 친박신당 1석 무소속 16석                                     |
| 2020년 3월 19일  | 원유철 | 미래통합당 → 미래한국당        | 경기 평택시 갑                          | 당적 변경                                                                                                  | ±4          | 더불어민주당 128석 미래통합당 103석 민생당 21석 미래한국당 10석 정의당 6석 자유공화당 2석 민중당 1석 국민의당 1석 열린민주당 1석 친박신당 1석 무소속 16석                                     |
| 2020년 3월 19일  | 염동열 | 미래통합당 → 미래한국당        | 강원 태백시·횡성군·영월군·평창군·정선군 | 당적 변경                                                                                                  | ±4          | 더불어민주당 128석 미래통합당 103석 민생당 21석 미래한국당 10석 정의당 6석 자유공화당 2석 민중당 1석 국민의당 1석 열린민주당 1석 친박신당 1석 무소속 16석                                     |
| 2020년 3월 19일  | 장석춘 | 미래통합당 → 미래한국당        | 경북 구미시 을                          | 당적 변경                                                                                                  | ±4          | 더불어민주당 128석 미래통합당 103석 민생당 21석 미래한국당 10석 정의당 6석 자유공화당 2석 민중당 1석 국민의당 1석 열린민주당 1석 친박신당 1석 무소속 16석                                     |
| 2020년 3월 19일  | 민병두 | 더불어민주당 → 무소속          | 서울 동대문구 을                        | 더불어민주당 탈당                                                                                          | ±1          | 더불어민주당 128석 미래통합당 103석 민생당 21석 미래한국당 10석 정의당 6석 자유공화당 2석 민중당 1석 국민의당 1석 열린민주당 1석 친박신당 1석 무소속 16석                                     |
| 2020년 3월 23일  | 이은재 | 미래통합당 → 기독자유통일당    | 서울 강남구 병                          | 당적 변경                                                                                                  | ±1          | 더불어민주당 128석 미래통합당 102석 민생당 21석 미래한국당 10석 정의당 6석 우리공화당 2석 민중당 1석 국민의당 1석 기독자유통일당 1석 열린민주당 1석 친박신당 1석 무소속 16석                  |
| 2020년 3월 23일  |        | 자유공화당 → 우리공화당        | 지역구 2석                              | 당명 변경                                                                                                  | ±2          | 더불어민주당 128석 미래통합당 102석 민생당 21석 미래한국당 10석 정의당 6석 우리공화당 2석 민중당 1석 국민의당 1석 기독자유통일당 1석 열린민주당 1석 친박신당 1석 무소속 16석                  |
| 2020년 3월 25일  | 이훈   | 더불어민주당 → 더불어시민당    | 서울 금천구                             | 당적 변경                                                                                                  | ±7          | 더불어민주당 121석 미래통합당 102석 민생당 21석 미래한국당 10석 더불어시민당 7석 정의당 6석 우리공화당 2석 민중당 1석 국민의당 1석 기독자유통일당 1석 열린민주당 1석 친박신당 1석 무소속 16석 |
| 2020년 3월 25일  | 이종걸 | 더불어민주당 → 더불어시민당    | 경기 안양시 만안구                      | 당적 변경                                                                                                  | ±7          | 더불어민주당 121석 미래통합당 102석 민생당 21석 미래한국당 10석 더불어시민당 7석 정의당 6석 우리공화당 2석 민중당 1석 국민의당 1석 기독자유통일당 1석 열린민주당 1석 친박신당 1석 무소속 16석 |
| 2020년 3월 25일  | 신창현 | 더불어민주당 → 더불어시민당    | 경기 의왕시·과천시                      | 당적 변경                                                                                                  | ±7          | 더불어민주당 121석 미래통합당 102석 민생당 21석 미래한국당 10석 더불어시민당 7석 정의당 6석 우리공화당 2석 민중당 1석 국민의당 1석 기독자유통일당 1석 열린민주당 1석 친박신당 1석 무소속 16석 |
| 2020년 3월 25일  | 이규희 | 더불어민주당 → 더불어시민당    | 충남 천안시 갑                          | 당적 변경                                                                                                  | ±7          | 더불어민주당 121석 미래통합당 102석 민생당 21석 미래한국당 10석 더불어시민당 7석 정의당 6석 우리공화당 2석 민중당 1석 국민의당 1석 기독자유통일당 1석 열린민주당 1석 친박신당 1석 무소속 16석 |
| 2020년 3월 25일  | 제윤경 | 더불어민주당 → 더불어시민당    | 비례대표                                | 더불어민주당 제명 후 더불어시민당 입당                                                                     | ±7          | 더불어민주당 121석 미래통합당 102석 민생당 21석 미래한국당 10석 더불어시민당 7석 정의당 6석 우리공화당 2석 민중당 1석 국민의당 1석 기독자유통일당 1석 열린민주당 1석 친박신당 1석 무소속 16석 |
| 2020년 3월 25일  | 심기준 | 더불어민주당 → 더불어시민당    | 비례대표                                | 더불어민주당 제명 후 더불어시민당 입당                                                                     | ±7          | 더불어민주당 121석 미래통합당 102석 민생당 21석 미래한국당 10석 더불어시민당 7석 정의당 6석 우리공화당 2석 민중당 1석 국민의당 1석 기독자유통일당 1석 열린민주당 1석 친박신당 1석 무소속 16석 |
| 2020년 3월 25일  | 정은혜 | 더불어민주당 → 더불어시민당    | 비례대표                                | 더불어민주당 제명 후 더불어시민당 입당                                                                     | ±7          | 더불어민주당 121석 미래통합당 102석 민생당 21석 미래한국당 10석 더불어시민당 7석 정의당 6석 우리공화당 2석 민중당 1석 국민의당 1석 기독자유통일당 1석 열린민주당 1석 친박신당 1석 무소속 16석 |
| 2020년 3월 26일  | 송희경 | 미래통합당 → 미래한국당        | 비례대표                                | 미래통합당 제명 후 미래한국당 입당                                                                         | ±7          | 더불어민주당 121석 미래통합당 95석 민생당 20석 미래한국당 17석 더불어시민당 7석 정의당 6석 우리공화당 2석 민중당 1석 국민의당 1석 열린민주당 1석 친박신당 1석 무소속 17석                     |
| 2020년 3월 26일  | 문진국 | 미래통합당 → 미래한국당        | 비례대표                                | 미래통합당 제명 후 미래한국당 입당                                                                         | ±7          | 더불어민주당 121석 미래통합당 95석 민생당 20석 미래한국당 17석 더불어시민당 7석 정의당 6석 우리공화당 2석 민중당 1석 국민의당 1석 열린민주당 1석 친박신당 1석 무소속 17석                     |
| 2020년 3월 26일  | 김규환 | 미래통합당 → 미래한국당        | 비례대표                                | 미래통합당 제명 후 미래한국당 입당                                                                         | ±7          | 더불어민주당 121석 미래통합당 95석 민생당 20석 미래한국당 17석 더불어시민당 7석 정의당 6석 우리공화당 2석 민중당 1석 국민의당 1석 열린민주당 1석 친박신당 1석 무소속 17석                     |
| 2020년 3월 26일  | 김종석 | 미래통합당 → 미래한국당        | 비례대표                                | 미래통합당 제명 후 미래한국당 입당                                                                         | ±7          | 더불어민주당 121석 미래통합당 95석 민생당 20석 미래한국당 17석 더불어시민당 7석 정의당 6석 우리공화당 2석 민중당 1석 국민의당 1석 열린민주당 1석 친박신당 1석 무소속 17석                     |
| 2020년 3월 26일  | 김승희 | 미래통합당 → 미래한국당        | 비례대표                                | 미래통합당 제명 후 미래한국당 입당                                                                         | ±7          | 더불어민주당 121석 미래통합당 95석 민생당 20석 미래한국당 17석 더불어시민당 7석 정의당 6석 우리공화당 2석 민중당 1석 국민의당 1석 열린민주당 1석 친박신당 1석 무소속 17석                     |
| 2020년 3월 26일  | 윤종필 | 미래통합당 → 미래한국당        | 비례대표                                | 미래통합당 제명 후 미래한국당 입당                                                                         | ±7          | 더불어민주당 121석 미래통합당 95석 민생당 20석 미래한국당 17석 더불어시민당 7석 정의당 6석 우리공화당 2석 민중당 1석 국민의당 1석 열린민주당 1석 친박신당 1석 무소속 17석                     |
| 2020년 3월 26일  | 김순례 | 미래통합당 → 미래한국당        | 비례대표                                | 미래통합당 제명 후 미래한국당 입당                                                                         | ±7          | 더불어민주당 121석 미래통합당 95석 민생당 20석 미래한국당 17석 더불어시민당 7석 정의당 6석 우리공화당 2석 민중당 1석 국민의당 1석 열린민주당 1석 친박신당 1석 무소속 17석                     |
| 2020년 3월 26일  | 김광수 | 민생당 → 무소속                | 전북 전주시 갑                          | 민생당 탈당                                                                                                | ±1          | 더불어민주당 121석 미래통합당 95석 민생당 20석 미래한국당 17석 더불어시민당 7석 정의당 6석 우리공화당 2석 민중당 1석 국민의당 1석 열린민주당 1석 친박신당 1석 무소속 17석                     |
| 2020년 3월 26일  | 이은재 | 기독자유통일당 → 무소속        | 서울 강남구 병                          | 기독자유통일당 제명                                                                                        | ±1          | 더불어민주당 121석 미래통합당 95석 민생당 20석 미래한국당 17석 더불어시민당 7석 정의당 6석 우리공화당 2석 민중당 1석 국민의당 1석 열린민주당 1석 친박신당 1석 무소속 17석                     |
| 2020년 3월 27일  | 윤일규 | 더불어민주당 → 더불어시민당    | 충남 천안시 병                          | 당적 변경                                                                                                  | ±1          | 더불어민주당 120석 미래통합당 95석 민생당 20석 미래한국당 17석 더불어시민당 8석 정의당 6석 우리공화당 2석 민중당 1석 한국경제당 1석 국민의당 1석 열린민주당 1석 친박신당 1석 무소속 16석      |
| 2020년 3월 27일  | 이은재 | 무소속 → 한국경제당            | 서울 강남구 병                          | 한국경제당 창당                                                                                            | ±1          | 더불어민주당 120석 미래통합당 95석 민생당 20석 미래한국당 17석 더불어시민당 8석 정의당 6석 우리공화당 2석 민중당 1석 한국경제당 1석 국민의당 1석 열린민주당 1석 친박신당 1석 무소속 16석      |
| 2020년 3월 30일  | 여상규 | 미래통합당 → 미래한국당        | 경남 사천시·남해군·하동군               | 당적변경 미래한국당 원내 교섭단체 지위 획득 원내 교섭단체 4당 체제 재편                                    | ±3          | 더불어민주당 120석 미래통합당 92석 민생당 20석 미래한국당 20석 더불어시민당 8석 정의당 6석 우리공화당 2석 민중당 1석 한국경제당 1석 국민의당 1석 열린민주당 1석 친박신당 1석 무소속 16석      |
| 2020년 3월 30일  | 박맹우 | 미래통합당 → 미래한국당        | 울산 남구 을                            | 당적변경 미래한국당 원내 교섭단체 지위 획득 원내 교섭단체 4당 체제 재편                                    | ±3          | 더불어민주당 120석 미래통합당 92석 민생당 20석 미래한국당 20석 더불어시민당 8석 정의당 6석 우리공화당 2석 민중당 1석 한국경제당 1석 국민의당 1석 열린민주당 1석 친박신당 1석 무소속 16석      |
| 2020년 3월 30일  | 백승주 | 미래통합당 → 미래한국당        | 경북 구미시 갑                          | 당적변경 미래한국당 원내 교섭단체 지위 획득 원내 교섭단체 4당 체제 재편                                    | ±3          | 더불어민주당 120석 미래통합당 92석 민생당 20석 미래한국당 20석 더불어시민당 8석 정의당 6석 우리공화당 2석 민중당 1석 한국경제당 1석 국민의당 1석 열린민주당 1석 친박신당 1석 무소속 16석      |
| 2020년 4월 27일  | 이은재 | 한국경제당 → 무소속            | 서울 강남구 병                          | 한국경제당 탈당                                                                                            | ±1          | 더불어민주당 120석 미래통합당 92석 민생당 20석 미래한국당 20석 더불어시민당 8석 정의당 6석 우리공화당 2석 민중당 1석 국민의당 1석 열린민주당 1석 친박신당 1석 무소속 17석                     |
| 2020년 5월 15일  |        | 더불어민주당 → 더불어민주당    | 지역구 110석 및 비례대표 10석           | 더불어민주당과 더불어시민당의 합당                                                                         | ±120        | 더불어민주당 128석 미래통합당 92석 민생당 20석 미래한국당 20석 정의당 6석 우리공화당 2석 민중당 1석 국민의당 1석 열린민주당 1석 친박신당 1석 무소속 17석                                      |
| 2020년 5월 15일  |        | 더불어시민당 → 더불어민주당    | 지역구 5석 및 비례대표 3석              | 더불어민주당과 더불어시민당의 합당                                                                         | ±8          | 더불어민주당 128석 미래통합당 92석 민생당 20석 미래한국당 20석 정의당 6석 우리공화당 2석 민중당 1석 국민의당 1석 열린민주당 1석 친박신당 1석 무소속 17석                                      |
| 2020년 5월 29일  |        | 미래통합당 → 미래통합당        | 지역구 84석 및 비례대표 8석             | 미래통합당과 미래한국당의 합당 원내 교섭단체 3당 체제 재편                                                 | ±92         | 더불어민주당 128석 미래통합당 112석 민생당 20석 정의당 6석 우리공화당 2석 민중당 1석 국민의당 1석 열린민주당 1석 친박신당 1석 무소속 17석                                                     |
| 2020년 5월 29일  |        | 미래한국당 → 미래통합당        | 지역구 11석 및 비례대표 9석             | 미래통합당과 미래한국당의 합당 원내 교섭단체 3당 체제 재편                                                 | ±20         | 더불어민주당 128석 미래통합당 112석 민생당 20석 정의당 6석 우리공화당 2석 민중당 1석 국민의당 1석 열린민주당 1석 친박신당 1석 무소속 17석                                                     |

## 같이 보기
- 대한민국 제20대 국회의원 목록